# Star Wars: Thần lực thức tỉnh
Star Wars: Thần lực thức tỉnh (tên gốc tiếng Anh: Star Wars: The Force Awakens, hoặc Star Wars: Episode VII – The Force Awakens) là một bộ phim điện ảnh thuộc thể loại sử thi không gian của Mỹ ra mắt vào năm 2015 do J. J. Abrams làm đạo diễn, viết kịch bản và đồng sản xuất. Đây là phần tiếp nối của phim điện ảnh Sự trở lại của Jedi công chiếu năm 1983, đồng thời cũng là phần phim đầu tiên trong bộ ba phần phim hậu truyện của loạt phim Star Wars. Phim do hai hãng phim Lucasfilm Ltd. và Bad Robot Productions sản xuất, đồng thời được phân phối trên toàn thế giới bởi hãng Walt Disney Studios Motion Pictures. Star Wars: Thần lực thức tỉnh có sự tham gia diễn xuất của Harrison Ford, Mark Hamill, Carrie Fisher, Adam Driver, Daisy Ridley, John Boyega, Oscar Isaac, Lupita Nyong'o, Andy Serkis, Domhnall Gleeson, Anthony Daniels, Peter Mayhew và Max von Sydow. Đây là phim điện ảnh đầu tiên trong loạt phim Star Wars không có sự giúp đỡ sản xuất của nhà sáng tạo thương hiệu George Lucas. Phim lấy bối cảnh vào thời điểm 30 năm sau các sự kiện ở phần phim Sự trở lại của Jedi, theo chân ba nhân vật mới là Rey, Finn, và Poe Dameron trong cuộc tìm kiếm hiệp sĩ Jedi cuối cùng, Luke Skywalker, và cuộc chiến của họ cùng phe Kháng chiến, dưới sự dẫn dắt từ những cựu binh của Liên minh Nổi dậy, chống lại Kylo Ren và Tổ chức Thứ nhất, một tàn dư của Đế chế Thiên hà.
Dự án Star Wars: Thần lực thức tỉnh được công bố ngay sau khi Công ty Walt Disney mua lại Lucasfilm vào tháng 10 năm 2012. Phim do J. J. Abrams, Bryan Burk và Kathleen Kennedy sản xuất. Abrams và Lawrence Kasdan, đồng biên kịch của Đế chế phản công (1980) và Sự trở lại của Jedi (1983) đã cùng nhau tái hợp để viết lại phần kịch bản ban đầu của Michael Arndt. John Williams, nhà soạn nhạc cho tất cả các phần phim trước đó, cũng trở lại để thực hiện phần nhạc nền cho bộ phim. George Lucas, cha đẻ của thế giới Star Wars, đảm nhiệm vai trò cố vấn sáng tạo cho các nhà sản xuất trong những ngày đầu làm phim. Star Wars: Thần lực thức tỉnh bắt đầu được bấm máy vào tháng 4 năm 2014 ở Abu Dhabi và Iceland, với công đoạn quay phim chính được thực hiện ở Ireland và tại hãng phim Pinewood Studios ở Anh. Phim được đóng máy vào tháng 11 năm 2014. Đây là phim điện ảnh người đóng đầu tiên của thương hiệu kể từ khi Sự báo thù của người Sith (2005) được phát hành mười năm trước đó.
Star Wars: Thần lực thức tỉnh nhận được một lượng lớn sự quan tâm mong đợi từ cả những người hâm mộ cũng như giới truyền thông. Phim được công chiếu lần đầu tiên tại Los Angeles vào ngày 14 tháng 12 năm 2015, bốn ngày trước khi được chính thức khởi chiếu rộng rãi trên toàn thế giới, trong đó có Việt Nam. Đã có rất nhiều ý kiến đánh giá tích cực từ giới chuyên môn dành cho tác phẩm, chủ yếu khen ngợi dàn diễn viên mới, kỹ năng đạo diễn, phần nhạc nền, hiệu ứng hình ảnh và diễn xuất hành động của dàn diễn viên, tuy nhiên một số khác lại cho rằng bộ phim quá phụ thuộc vào bộ ba phần phim gốc. Xét về khía cạnh doanh thu, Thần lực thức tỉnh đã phá vỡ rất nhiều kỷ lục phòng vé khác nhau, trở thành phần phim có doanh thu phòng vé cao nhất của nhượng quyền Star Wars, phim điện ảnh có doanh thu phòng vé cao nhất tại Bắc Mỹ, đồng thời đứng thứ ba trong danh sách các phim điện ảnh có doanh thu phòng vé cao nhất mọi thời đại với tổng mức doanh thu lên tới hơn 2 tỉ USD và mức lợi nhuận ròng đạt hơn 780 triệu USD. Phim nhận được năm đề cử cho Giải Oscar, và bốn đề cử tại Giải BAFTA trong đó phim đã chiến thắng ở hạng mục Hiệu ứng hình ảnh đặc biệt xuất sắc nhất. Hai phần phim tiếp nối có tựa đề Star Wars: Jedi cuối cùng và Star Wars: Skywalker trỗi dậy được khởi chiếu lần lượt vào tháng 12 năm 2017 và tháng 12 năm 2019.

## Nội dung
Hơn 30 năm sau sự phá hủy của Ngôi sao Tử thần thứ hai, Luke Skywalker, hiệp sĩ Jedi cuối cùng còn sống sót, đã mất tích. Tổ chức Thứ nhất đã nổi lên từ đống tro tàn của Đế chế Thiên hà và đang tìm cách tiêu diệt nền Cộng hòa Mới. Quân Kháng chiến, lực lượng chiến đấu được nền Cộng hòa hậu thuẫn, dưới sự lãnh đạo của Tướng quân Leia Organa, đã rảo khắp thiên hà trong nỗ lực tìm kiếm Luke.
Ở một ngôi làng trên hành tinh Jakku, một phi công của quân Kháng chiến tên là Poe Dameron đã gặp một vị lão niên để lấy phần bản đồ cho biết vị trí của Luke. Quân lính stormtrooper dưới sự chỉ huy của tên tướng bí ẩn Kylo Ren đã đổ bộ và phá hủy ngôi làng trước khi bắt sống Poe. Người máy droid của cậu, BB-8, đã trốn thoát với phần bản đồ được giấu kín trong bộ nhớ. BB-8 sau đó đã bắt gặp một cô gái nhặt phế liệu tên là Rey. Sau khi Ren sử dụng Thần lực để đọc suy nghĩ của Poe về BB-8, tên stormtrooper mang số hiệu FN-2187 đã phản bội Tổ chức Thứ nhất để giúp Poe trốn thoát. Chiến đấu cơ TIE mà hai người dùng để tẩu thoát rơi xuống hành tinh Jakku, và tên stormtrooper FN-2187, lúc này đã được Dameron đặt tên là "Finn", dường như là người sống sót duy nhất. Anh gặp Rey và BB-8, nhưng Tổ chức Thứ nhất đã nhanh chóng tấn công họ ở một khu làng trại và tiến hành không kích, buộc Rey, Finn và BB-8 phải cướp một chiếc tàu đậu gần đó để chạy trốn khỏi hành tinh mà không biết rằng đó là chiếc Millennium Falcon huyền thoại.
Tàu Falcon đột ngột dừng lại và bị hút vào một con tàu khác lớn hơn, rồi cả hai người nhanh chóng bị Han Solo và Chewbacca phát hiện. Tại Căn cứ Starkiller, vốn là một hành tinh được cải biến thành vũ khí hủy diệt có khả năng phá hủy cả một hệ sao, Ren được Chỉ huy Tối cao Snoke ra lệnh rằng hắn phải giết cha mình, Han Solo, nếu muốn vượt qua tiếng gọi của mặt sáng. Chiếc Falcon đưa Rey, Finn, Solo, Chewbacca và BB-8 hạ cánh xuống hành tinh Takodana để gặp Maz Kanata, người có thể giúp BB-8 đến được căn cứ của quân Kháng chiến, nhưng Finn quyết định rằng anh sẽ bỏ đi theo con đường riêng của mình. Rey sau đó đã tìm thấy một hầm chứa và bắt gặp thanh kiếm ánh sáng của Anakin Skywalker. Cô nhanh chóng cảm nhận được những ảo giác kì bí, và từ chối nỗ lực trao thanh kiếm cho cô từ phía Maz. Finn đành nhận lời giữ nó.
Tổ chức Thứ nhất nhanh chóng tấn công Takodana để bắt lấy BB-8. Han, Chewie và Finn chiến đấu với kẻ địch với sự giúp đỡ của một tiểu đội chiến đấu cơ X-wing của phe Kháng chiến, dẫn đầu bởi Poe, người cũng sống sót sau vụ rơi chiến đấu cơ tại Jakku. Tuy nhiên, Rey lại bị Ren bắt sống và áp giải tới Căn cứ Starkiller. Ren cố gắng dùng Thần lực để đọc suy nghĩ của Rey, nhưng không thành. Sau đó, Rey trốn thoát bằng cách sử dụng khả năng thay đổi suy nghĩ cho tên lính canh gần đó. Han đoàn tụ cùng Leia khi ông cùng Chewbacca và Finn đến căn cứ chính của quân Kháng chiến tại D'Qar. BB-8 cũng bắt gặp người máy R2-D2, vốn đã được đặt trong chế độ tiết kiệm năng lượng kể từ khi Luke biến mất.
Khi Căn cứ Starkiller bắt đầu nạp năng lượng để bắn D'Qar, quân Kháng chiến thảo luận một phương án để lẻn vào trong Starkiller, hạ tấm khiên từ trường nhằm triệt phá điểm yếu của thứ vũ khí hủy diệt này. Cùng với tàu Falcon, Han, Chewbacca và Finn đột nhập vào trạm, hạ tấm khiên và đoàn tụ với Rey. Tuy nhiên, những chiến đấu cơ X-wing không thể đâm xuyên qua khẩu pháo, nên Han và Chewbacca quyết định dùng mìn để tạo thành một lỗ hổng trong lòng trạm chiến đấu. Ren xuất hiện để ngăn cản họ. Han đối mặt với Ren, gọi hắn bằng tên khai sinh là Ben, và thuyết phục hắn ta từ bỏ mặt tối của Thần lực. Ren giết Han, để xác ông rơi xuống lò phản ứng phía dưới. Các chiến đấu cơ X-wing phá hủy khẩu pháo, khởi động một chuỗi phản ứng làm Căn cứ Starkiller bị hủy diệt hoàn toàn.
Ren đuổi theo Finn và Rey trên bề mặt của Căn cứ Starkiller, nơi Finn đã nỗ lực chống trả lại Ren bằng thanh kiếm ánh sáng của Anakin. Khi Finn bị thương, Rey giành lấy thanh kiếm và chiến đấu với Ren, áp đảo hắn ta với Thần lực và làm hắn bị thương nặng. Sau đó, cô cùng Finn và Chewbacca rời khỏi hành tinh ngay trước khi nó phát nổ. Snoke ra lệnh cho Hux rời khỏi hành tinh và mang Ren tới chỗ của hắn. Tại D'Qar, quân Kháng chiến ăn mừng chiến thắng trong khi Leia, Chewie và Rey khóc thương cho cái chết của Han. R2-D2 đột ngột hoạt động trở lại và mở ra phần còn lại của tấm bản đồ. Với R2-D2 và Chewbacca song hành, Rey đi theo tấm bản đồ đến hành tinh đại dương Ahch-to. Cô tìm thấy Luke và trao lại cho Luke thanh kiếm ánh sáng của cha ông.

## Diễn viên
- Harrison Ford vai Han Solo:

Một tay buôn lậu và lừa đảo, trước đây từng là thành viên chủ chốt của Liên minh Nổi dậy. Ford nói rằng nhân vật Han "không hề muốn vươn lên ngang tầm với Obi-Wan, và tôi cũng không muốn trở thành một Alec Guinness của thời đại mới. Việc phát triển Han là để phù hợp với nhân vật, và cũng có nhiều chi tiết cảm động gắn liền với anh ta... Vẫn còn đâu đó cái bản tính lừa đảo còn đọng lại bên trong Solo. Có những thứ sẽ chẳng bao giờ thay đổi được..."
- Mark Hamill vai Luke Skywalker:

Hiệp sĩ Jedi cuối cùng, hiện đang mất tích. Về ba nhân vật Luke, Han và Leia, Abrams nói: "Họ thần thoại như truyền thuyết về Vua Arthur vậy. Họ sẽ là những nhân vật mà [các nhân vật mới] có thể mới chỉ nghe danh, hoặc có thể không. Họ sẽ là những nhân vật mà người ta tin rằng có lẽ họ thực sự tồn tại, hoặc có khi chỉ là cổ tích..." Hamill nhìn nhận rằng thời lượng lên hình hạn chế của Luke Skywalker ở phân cảnh cuối của phim chính là "một bất ngờ lớn".
- Carrie Fisher vai Tướng quân Leia Organa:

Em gái sinh đôi của Luke, nguyên là công chúa của hành tinh Alderaan đã bị phá hủy, sau này trở thành Tư lệnh của quân Kháng chiến. Sau các sự kiện trong Sự trở lại của Jedi, bà được miêu tả là một người phụ nữ có nhiều vết thương lòng và luôn luôn mệt mỏi với các cuộc chiến. Fisher miêu tả Leia là một con người "Cô đơn. Chịu đựng nhiều áp lực. Tận tâm theo đuổi mục đích của bản thân, nhưng tôi có thể tưởng tượng ra ở trong bà ấy sự mệt mỏi và dễ gục ngã."
- Adam Driver vai Kylo Ren:

Một chiến binh bóng tối mạnh với Thần lực, thủ lĩnh của các Đoàn Hiệp sĩ Ren, và là một thành viên cấp cao của Tổ chức Thứ nhất. Cậu là con trai của Han và Leia. Driver nói rằng đội ngũ làm phim luôn cố gắng "để không nghĩ đến anh như một kẻ xấu, hoặc độc ác, hoặc phản diện. [...] Hắn nguy hiểm và khó đoán hơn, và luôn có lý do chính đáng cho những việc làm mà hắn cho là đúng."
- Daisy Ridley vai Rey:

Một kẻ nhặt phế liệu bị bỏ rơi từ khi còn là một đứa trẻ trên hành tinh sa mạc Jakku. Cô luôn luôn chờ đợi một ngày nào đó gia đình mình sẽ trở về. Ridley nói: "Cô ấy hoàn toàn tự lập và sẽ làm hết tất cả mọi thứ cho bản thân mình, cho đến khi cô gặp được [Finn] và một cuộc phiêu lưu mới được bắt đầu." Cailey Fleming vào vai Rey hồi nhỏ.
- John Boyega vai Finn:

Một stormtrooper đào ngũ của Tổ chức Thứ nhất. Về nhân vật Finn, Boyega nói: "Khi chúng ta tìm ra Finn, cậu ấy là một kẻ khá nguy hiểm. Và cái cách mà cậu đối phó với hiểm nguy đã thay đổi cuộc đời cậu, mang cậu đến với vũ trụ Star Wars theo một cách hoàn toàn độc nhất vô nhị." Anh phát biểu trong một cuộc phỏng vấn khác: "Cậu ấy đã được dạy về [Luke], cậu biết về quá khứ của ông. Đối với cậu ta thì nó như kiểu tham gia vào đội quân và rồi sau đó được dạy về một trong những kẻ thù lớn nhất của đất nước bạn vậy."
- Oscar Isaac vai Poe Dameron:

Một phi công chiến đấu cơ X-wing của quân Kháng chiến. Isaac nói: "Cậu ta là tên phi công quái đản và xuất sắc nhất dải ngân hà... Cậu ấy được công chúa giao đi thực hiện nhiệm vụ, và rồi cậu gặp được [Finn], và số phận của họ mãi mãi bện chặt vào nhau."
- Lupita Nyong'o vai Maz Kanata:

Một nhân vật uyên bác có khả năng tâm linh, là chủ của một quán rượu ở trên hành tinh nhiệt đới thanh bình Takodana. J. J. Abrams nói Kanata đã "sống qua hàng ngàn năm. Bà ấy sở hữu cái hồ nước này cả thế kỷ rồi... và nó y hệt như các quán rượu khác mà bạn có thể tìm thấy ở một góc nào đó của vũ trụ Star Wars." Theo lời Abrams, hình tượng nhân vật Maz Kanata được dựa theo Rose Gilbert, giáo viên dạy tiếng Anh thời trung học của anh.
- Andy Serkis vai Chỉ huy Tối cao Snoke:

Thủ lĩnh chính trị của Tổ chức Thứ nhất. Hắn là sư phụ của Kylo Ren, rất quyền năng trong việc sử dụng mặt tối của Thần lực. Serkis miêu tả Snoke là "một nhân vật khá khó hiểu, và đôi khi lại dễ bị tổn thương một cách kỳ lạ trong khi đang nắm giữ quyền lực... Hắn to lớn. Hắn nhìn rất cao. [...] Hắn có phần xương cũng như cấu trúc khuôn mặt rất đặc trưng và dễ phân biệt."
- Domhnall Gleeson vai Tướng quân Hux:

Chỉ huy Căn cứ Starkiller của Tổ chức Thứ nhất. Gleeson mô tả Hux là một nhân vật "khá là tàn nhẫn. Một người có kỷ cương nghiêm khắc [...] Hắn ta khá là đối lập với Kylo Ren. Giữa họ là một mối quan hệ riêng, mang tính cá nhân và khác thường. Mỗi người sẽ mạnh hơn người còn lại ở nhiều khía cạnh nào đó. Cả hai nhân vật đều ganh đua nhau vì quyền lực."
- Anthony Daniels vai C-3PO:

Một droid hình người phục vụ dưới quyền của Tư lệnh Organa. Daniels nói rằng các diễn viên được phép thử nghiệm với khả năng diễn xuất của họ, và Abrams đã tạo ra một khu vực "nơi bạn được phép dành cho mình một khoảng thời gian riêng và nêu ra các ý kiến"
- Peter Mayhew vai Chewbacca:

Một Wookiee trung thành và là người bạn lâu năm của Han Solo. Joonas Suotamo vào vai nhân vật này trong vài phân cảnh hành động. Ian Whyte tham gia diễn xuất những cảnh nhào lộn do Mayhew đã 71 tuổi và gặp vấn đề về đầu gối.
- Max von Sydow vai Lor San Tekka:

Một người đồng minh cũ đã ngừng chiến đấu để về sống tại Jakku, giúp đỡ quân Kháng chiến trong việc tìm ra Skywalker.
Tim Rose và Mike Quinn đều quay trở lại với vai diễn trước đây của họ là Đô đốc Ackbar và Nien Nunb, hai nhân vật từng xuất hiện trong Sự trở lại của Jedi. Kipsang Rotich cũng trở lại với việc lồng tiếng cho nhân vật Nien Nunb và Erik Bauersfeld thì tiếp tục lồng tiếng cho Ackbar. Đây là vai diễn cuối cùng của Bauerfeld trước khi ông qua đời vào tháng 4 năm 2016. Ban đầu các tin tức tiết lộ nam diễn viên Kenny Baker sẽ tham gia dàn diễn viên đóng trong phim, nhưng sau đó ông lại được chú thích dưới chức danh "cố vấn" cho R2-D2. Ewan McGregor cũng xuất hiện với vai trò khách mời lồng tiếng cho nhân vật Obi-Wan Kenobi trong phân cảnh ảo giác của Rey, tuy nhiên tên ông lại không được ghi chú vào danh sách dàn diễn viên tham gia phim. Một bản thu âm lưu trữ giọng của Frank Oz và Alec Guinness với hai vai diễn Yoda và Kenobi cũng được sử dụng trong phân cảnh này. Trước đó Oz cũng có thu âm một đoạn thoại mới cho phân cảnh, tuy nhiên đoạn thoại này lại bị thay thế bằng đoạn thu âm có sẵn từ Đế chế phản công.
Nữ diễn viên Gwendoline Christie vào vai nhân vật Chỉ huy Phasma, chỉ huy binh đoàn stormtrooper của Tổ chức Thứ nhất. Dave Chapman và Brian Herring đảm nhiệm vai trò điều khiển người máy BB-8, với Bill Hader và Ben Schwartz là cố vấn giọng nói. Ken Leung vào vai Statura, một chỉ huy của quân Kháng chiến. Simon Pegg vào vai Unkar Plutt, một tên buôn lậu Junkyard trên hành tinh Jakku. Greg Grunberg thủ vai Temmin "Snap" Wexley, một phi công chiến đấu cơ X-wing. Kiran Shah vào vai Teedo, một kẻ nhặt phế liệu thường hay cưỡi Luggabeast trên hành tinh Jakku. Jessica Henwick xuất hiện với vai Jess "Testor" Pava hay Jess Testor, một phi công lái X-wing. Brian Vernel vào vai Bala-Tik, thủ lĩnh Băng Tử thần Guavian. Yayan Ruhian, Iko Uwais và Cecep Arif Rahman lần lựot đóng các vai diễn Tasu Leech, Razoo Qin-Fee và Crokind Shand, những thành viên của băng đảng tội phạm Kanjiklub. Warwick Davis vào vai Wollivan, một nhân vật ở trong quán rượu của Maz Kanata. Anna Brewster vào vai Bazine Netal, gián điệp của Tổ chức Thứ nhất xuất hiện tại lâu đài của Maz Kanata. Thomas Brodie-Sangster và Kate Fleetwood lần lượt vào vai Thanisson và Unamo, những nhân viên trong căn cứ của Tổ chức Thứ nhất. Billie Lourd, con gái của Carrie Fisher, vào vai Connix, một đại úy của quân Kháng chiến. Các thành viên của quân Kháng chiến bao gồm Emun Elliott vào vai Brance và Maisie Richardson-Sellers vào vai Korr Sella trong khi đó Harriet Walter vào vai Kalonia, một cô bác sĩ đã giúp Chewbacca băng bó vết thương. Mark Stanley vào vai một Hiệp sĩ Ren. Sebastian Armesto vào vai Đại úy Mitaka và Pip Torrens vào vai Colonel Caplan, cả hai đều nằm dưới quyền Tổ chức Thứ nhất.
Diễn viên Daniel Craig, nhà soạn nhạc Michael Giacchino và nhà sản xuất thu âm Nigel Godrich đều có một vai diễn khách mời trong lốt những tên lính stormtrooper. Trợ lý của Abrams, Morgan Dameron, vào vai một nhân viên làm việc cho quân Kháng chiến, trong khi đó cha của anh, Gerald W. Abrams, vào vai Đội trưởng Cypress. Andrew Jack vào vai Ematt thuộc quân Kháng chiến. Dàn diễn viên lồng tiếng trong hai phim truyền hình Star Wars: The Clone Wars và Star Wars Rebels cũng đều tham gia góp giọng trong Star Wars: Thần lực thức tỉnh.

## Sản xuất

### Phát triển

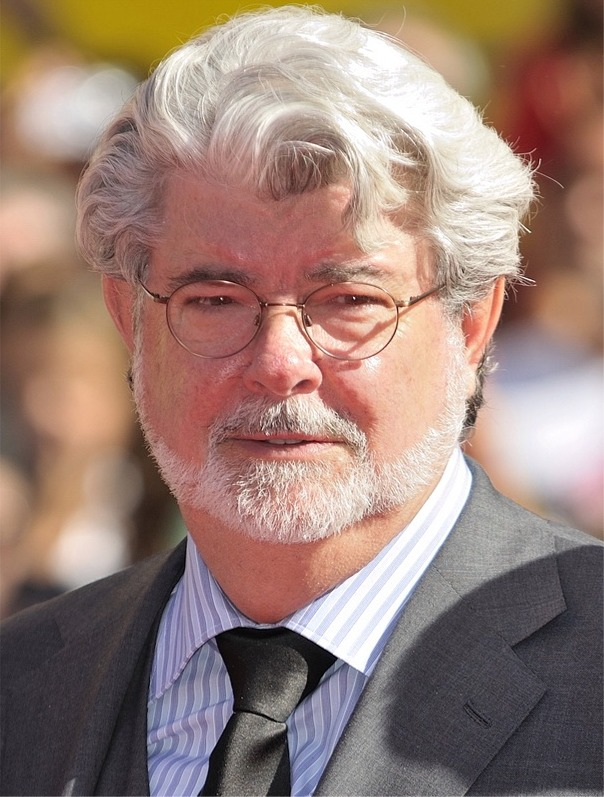
Nhà làm phim George Lucas, cha đẻ của thương hiệu Star Wars.

George Lucas, người sáng tạo ra thương hiệu Star Wars, đã bàn luận về các ý tưởng cho bộ ba phần phim hậu truyện của loạt phim rất nhiều lần, tuy nhiên ông lại từ chối mọi ý định thực hiện nó. Vào tháng 10 năm 2012, ông bán lại công ty sản xuất Lucasfilm của mình, trong đó bao gồm nhượng quyền thương hiệu Star Wars, cho Công ty Walt Disney. Khi được phát biểu cùng với chủ tịch mới của Lucasfilm là Kathleen Kennedy, Lucas cho biết: "Tôi luôn luôn nói rằng tôi sẽ không thực hiện thêm bất cứ thứ gì nữa và thực sự là như vậy, bởi vì tôi sẽ không thực hiện thêm bất cứ thứ gì nữa, nhưng điều đó không có nghĩa là tôi không muốn để nó cho Kathy thực hiện."
Dưới vai trò cố vấn sáng tạo cho phim, Lucas tham gia các buổi họp mặt từ những ngày đầu để gợi ý về một số chi tiết của vũ trụ Star Wars. Trong số những tài liệu mà ông gửi gắm cho đội ngũ sản xuất bao gồm một bản xử lý cốt truyện của ông cho Tập VII–IX mà Lucas yêu cầu chỉ Kennedy, Bob Iger, Alan Horn, và Kevin Mayer mới được đọc. Lucas sau đó tiết lộ rằng Disney đã loại bỏ ý tưởng cốt truyện của ông và ông không còn chút dính líu gì đến phần phim này nữa. Jett, con trai của Lucas trả lời tờ The Guardian rằng cha anh đã rất buồn khi phải bán đi bản quyền của thương hiệu, và ông vẫn luôn "ở đó để hướng dẫn", nhưng "ông muốn để nó ra đi và tự trở thành một thế hệ mới của chính nó."

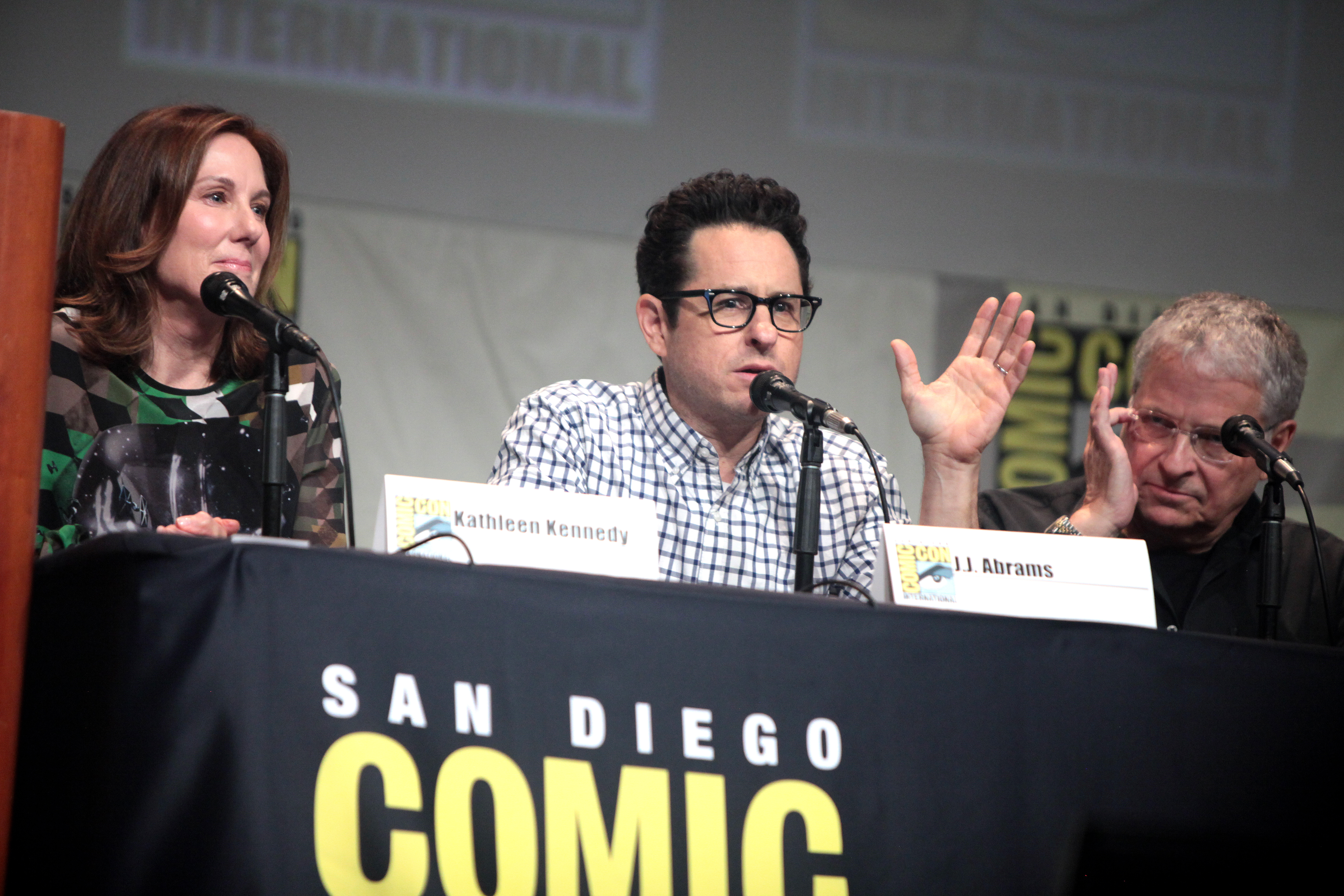
(Từ trái sang phải) Nhà sản xuất Kathleen Kennedy, đạo diễn kiêm nhà biên kịch J. J. Abrams và nhà biên kịch Lawrence Kasdan phát biểu tại sự kiện San Diego Comic-Con International 2015.

Kịch bản ban đầu của Tập VII được viết bởi nhà biên kịch Michael Arndt. Những bản thảo kịch bản đầu tiên có phân cảnh nhân vật Luke xuất hiện ở đoạn giữa phần phim, tuy nhiên Arndt đã sớm nhận ra rằng "cứ mỗi khi Luke xuất hiện trong phim, anh ấy sẽ chiếm trọn tác phẩm. Và rồi nhanh chóng bạn sẽ không còn quan tâm đến các nhân vật chính kia nữa." Vì lý do này, các nhà sản xuất quyết định rằng nhân vật Luke sẽ chỉ xuất hiện ở phân cảnh cuối cùng. Một số đạo diễn có tiếng như David Fincher, Brad Bird, Ben Affleck và Guillermo del Toro đều đã được cân nhắc để đảm nhiệm vị trí chủ chốt này; và sau một vài gợi ý từ Steven Spielberg tới Kennedy, vào tháng 1 năm 2013, J. J. Abrams được xác nhận sẽ chính thức trở thành đạo diễn của phần phim, cùng với Lawrence Kasdan và Simon Kinberg là hai nhà cố vấn cho dự án.
Arndt làm việc với phần kịch bản phim trong vòng tám tháng, tuy nhiên Arndt nói anh cần thêm 18 tháng nữa mới có thể hoàn thiện toàn bộ công đoạn này, nghĩa là nhiều hơn lượng thời gian mà Disney và Abrams có thể cho phép. Đội ngũ sản xuất sau đó tiết lộ Arndt đã rời khỏi dự án vào ngày 24 tháng 10 năm 2013, đồng thời Kasdan và Abrams sẽ tiếp tục đảm nhiệm khâu kịch bản. Bản nháp đầu tiên được hoàn thành trong vòng sáu tuần. Abrams cho biết mấu chốt của phần phim mới này sẽ giống như phần Star Wars đầu tiên và sẽ tập trung nhiều hơn vào cảm xúc người xem thay vì cứ phải đi giải thích các vấn đề. Tháng 1 năm 2014, Abrams xác nhận rằng phần kịch bản đã được hoàn tất. Tháng 4, 2014, Lucasfilm làm rõ rằng Tập VII–IX sẽ không bao gồm các câu chuyện của vũ trụ Star Wars mở rộng, dù cho nhiều yếu tố khác có thể được xuất hiện trong loạt phim truyền hình Star Wars Rebels.
Abrams cho biết anh đã cố tình từ chối không thực hiện một số yếu tố trong phần cốt truyện của Tập VII, ví dụ như họ tên đầy đủ của Finn và Rey hay tiểu sử cuộc đời của hai người. Kennedy cũng thừa nhận rằng "chúng tôi chưa hề vạch ra đầy đủ mọi chi tiết [cho bộ ba phần hậu truyện]", nhưng bà cũng nói thêm rằng Abrams đang làm việc với Rian Johnson, đạo diễn của Tập VIII, và Johnson cũng sẽ làm việc với Colin Trevorrow, đạo diễn của Tập IX để đảm bảo độ chuyển mượt mà giữa các phần phim và "mọi người sẽ có cái để nói về cách mà chúng tôi sẽ tiếp tục thực hiện nó". Một ngôn ngữ giả tưởng sử dụng trong phần phim sẽ được phát triển bởi ngôi sao YouTube Sara Forsberg. Cô phát triển ngôn ngữ này bằng cách học thêm một số thứ tiếng khác như tiếng Hindi và tiếng Gujarat.
Vào tháng 11 năm 2015, Lucas ghi âm một cuộc phỏng vấn với phóng viên Charlie Rose từ đài CBS News trong đó có nói rằng Disney có vẻ không thích việc ông tham gia vào dự án cho lắm. Ông thừa nhận: "Nếu tôi tham gia vào, tôi sẽ chỉ tạo thêm rắc rối mà thôi bởi vì họ sẽ không làm những điều mà tôi muốn họ làm, và tôi không còn có quyền kiểm soát điều đó nữa rồi, và tất cả những điều tôi có thể làm là đảo tung mọi thứ lên." Ông cũng nhấn mạnh: "Họ muốn thực hiện phần phim theo hướng cổ điển. Tôi thì không thích điều đó. Ở mọi phần phim, tôi đều rất cố gắng làm việc để tạo sự khác biệt cho từng phần... Tôi tạo ra những thứ hoàn toàn khác nhau—những hành tinh khác nhau, những con tàu khác nhau để tạo sự mới mẻ." Vào đầu tháng 12 năm 2015, Kathleen Kennedy tiết lộ với tờ The Hollywood Reporter rằng Lucas đã xem phần phim và "thích nó". Cùng tháng đó tại sự kiện Kennedy Center Honors, Lucas phát biểu: "Tôi nghĩ rằng những người hâm mộ sẽ yêu quý phần phim, nó khá giống với kiểu phim điện ảnh mà họ vẫn hằng tìm kiếm." Đạo diễn Abrams cảm nhận rằng, là phần phim đầu của một bộ ba phim hoàn toàn mới, Star Wars: Thần lực thức tỉnh "cần có một vài bước lùi về vùng địa thế quen thuộc" và sử dụng một vài yếu tố lấy từ các phần phim Star Wars trước đó.

### Tiền kỳ
Vào tháng 5 năm 2013, Tập VII được xác nhận sẽ được quay ở Vương quốc Anh. Các đại diện của Lucasfilm đã gặp trực tiếp Bộ trưởng Tài chính George Osborne để lấy đồng thuận cho việc sản xuất Tập VII tại quốc gia này. Ông Osborne sau đó đã ủy thác 25 triệu USD tiền công quỹ cho phần phim, đồng thời gọi đây là một cơ hội để thúc đẩy văn hóa và nền công nghiệp điện ảnh nước Anh. Theo như các dữ liệu tài khoản của công ty sản xuất ở Vương quốc Anh, Tập VII đã nhận về tổng cộng 31,6 triệu GBP (tương đương với 47,4 triệu USD) từ ngân sách chính phủ.
Bắt đầu từ tháng 9 năm 2013, một phần của trụ sở hãng phim Bad Robot Productions đã được tu sửa lại với thêm nhiều trang thiết bị mới để trở thành khu vực sản xuất riêng nhằm phục vụ mục đích quay Tập VII tại Mỹ. Nhà thiết kế trang phục của phần phim này là Michael Kaplan, người trước đây đã từng làm việc với Abrams trong hai phim điện ảnh Star Trek và Star Trek: Chìm trong bóng tối. Hai nhà dựng phim Mary Jo Markey và Maryann Brandon, đều là những người bạn cộng tác lâu năm của Abrams, cũng ký hợp đồng làm việc với bộ phim. Vào tháng 8 năm 2013, nhà quay phim Daniel Mindel xác nhận sẽ đảm nhiệm vai trò quay phim với cỡ phim 35 mm (cụ thể là Kodak 5219). Tới tháng 10 năm 2013, tất cả các thành viên còn lại trong đội ngũ sản xuất đều được công bố, bao gồm nhà thiết kế âm thanh Ben Burtt, đạo diễn hình ảnh Daniel Mindel, thiết kế sản xuất Rick Carter và Darren Gilford, thiết kế trang phục Michael Kaplan, giám sát hiệu ứng đặc biệt Chris Corbould, nghệ sĩ hòa âm Gary Rydstrom, giám sát biên tập âm thanh Matthew Wood, giám sát hiệu ứng hình ảnh Roger Guyett, và nhà sản xuất điều hành Jason McGatlin.

### Tuyển diễn viên

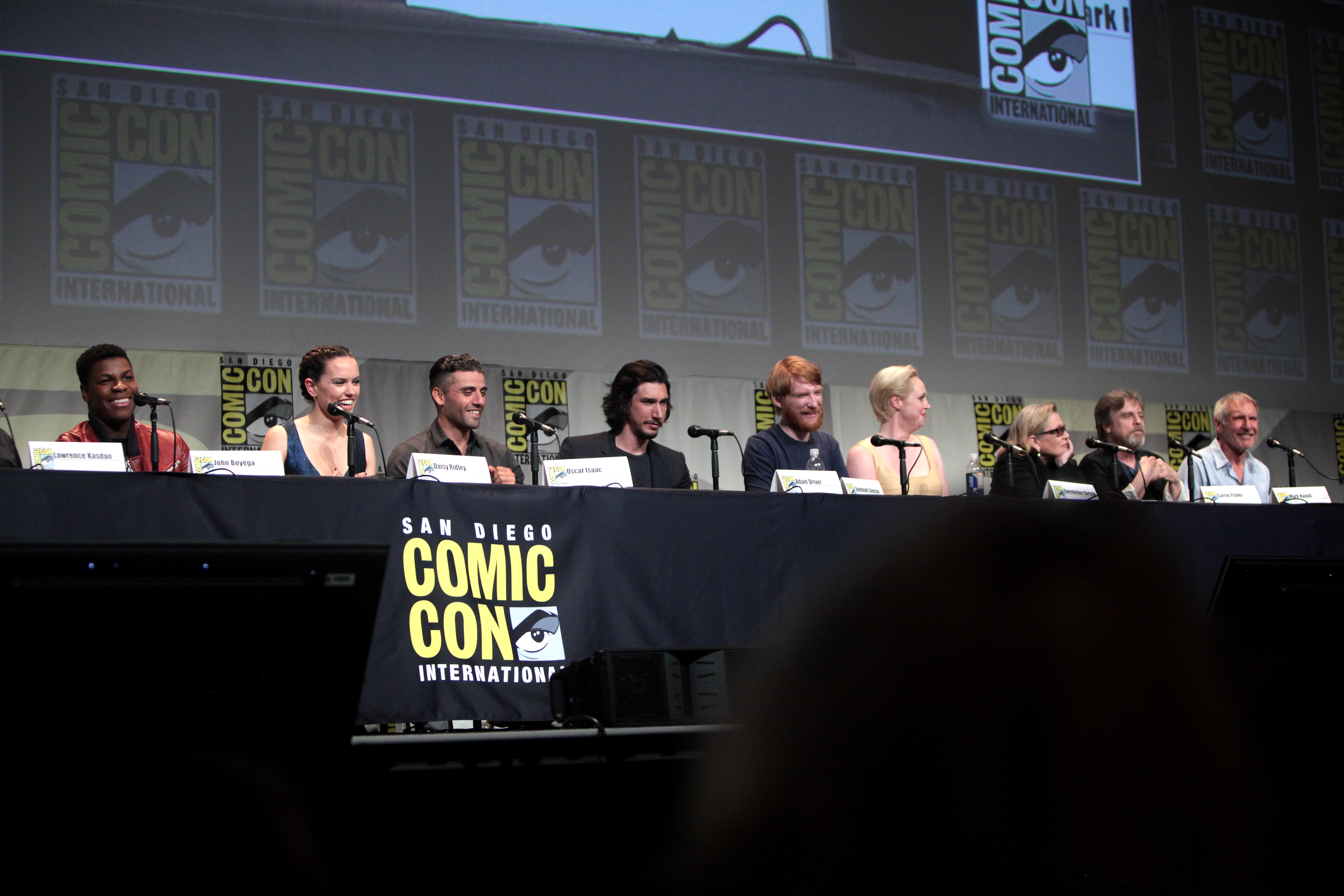
Dàn diễn viên của Star Wars: Thần lực thức tỉnh tại sự kiện San Diego Comic Con International 2015 (từ trái sang phải: John Boyega, Daisy Ridley, Oscar Isaac, Adam Driver, Domhnall Gleeson, Gwendoline Christie, Carrie Fisher, Mark Hamill và Harrison Ford).

Quá trình tuyển diễn viên được bắt đầu trong khoảng tháng 8 năm 2013 qua các buổi gặp mặt trực tiếp giữa đạo diễn Abrams và các diễn viên tiềm năng để kiểm tra khả năng đọc kịch bản và lên hình của họ. Các vòng tuyển vai cho hai nhân vật tạm đặt tên là "Rachel" và "Thomas" được tổ chức tại Vương quốc Anh, Ireland và Hoa Kỳ vào tháng 11 năm 2013. Công tác tuyển diễn viên dần trở nên sốt sắng hơn vào tháng 1 năm 2014 do phần kịch bản phim của Kasdan và Abrams bị thay đổi. Việc kiểm tra khả năng lên hình của các diễn viên vẫn tiếp tục cho tới khoảng ít nhất ba tuần lễ trước khi công bố chính thức được tiết lộ vào ngày 29 tháng 4 năm 2014. Các diễn viên tham gia thử vai phải ký một cam kết nghiêm ngặt nhằm ngăn chặn khả năng phần kịch bản bị để lộ ra ngoài.
Dù Lucas có tiết lộ sớm vào tháng 3 năm 2013 rằng dàn diễn viên quen thuộc từ các phần phim trước đó như Carrie Fisher, Harrison Ford, và Mark Hamill sẽ đều trở lại trong phần phim mới, thì việc thử vai của cả ba người vẫn không hề được xác nhận cho tới mãi hơn một năm sau đó. Saoirse Ronan, Michael B. Jordan, và Lupita Nyong'o đều tham gia thử vai cho các nhân vật mới; Adam Driver vào vai một kẻ phản diện; và Maisie Richardson-Sellers thì chưa rõ là sẽ thủ vai nhân vật nào. Vào tháng 3 năm 2014, diễn viên Dominic Monaghan có tiết lộ rằng Abrams đang tìm kiếm ba gương mặt mới để đảm nhiệm ba vai diễn chính cho Tập VII và những tin đồn về những ngôi sao có tên tuổi là sai sự thật.
Tháng 2 năm 2014, Daisy Ridley được xác nhận sẽ tham gia vào dàn diễn viên chính, đồng thời vào cuối tháng đó một hợp đồng đã được đề ra với Driver, và anh đã đảm bảo để vẫn có thể xếp lịch diễn xen kẽ phù hợp với phim truyền hình Girls. Vào tháng 3 năm 2014, các cuộc thương thảo với Andy Serkis và Oscar Isaac bắt đầu được diễn ra và liên tục cho đến tháng 4 năm 2014. Cũng trong tháng 4, John Boyega bắt đầu thương lượng với đội ngũ sản xuất sau khi anh bị đánh loại khỏi một tác phẩm tiểu sử về Jesse Owens. Denis Lawson, người vào vai Wedge Antilles trong bộ ba phần phim gốc, đã từ chối trở lại trong phần phim mới vì điều này có thể sẽ khiến ông cảm thấy "nhàm chán". Vào tháng 6 năm 2014, hai diễn viên Lupita Nyong'o và Gwendoline Christie chính thức được xác nhận sẽ góp mặt trong phần phim.
Để chuẩn bị cho vai diễn của mình, Hamill đã thuê một huấn luyện viên cá nhân và một chuyên viên dinh dưỡng theo yêu cầu của các nhà sản xuất để giúp ông trở nên giống nhân vật Luke về già hơn. Fisher cũng phải thuê một huấn luyện viên cá nhân và một chuyên viên dinh dưỡng. Abrams ban đầu chỉ cân nhắc việc mượn giọng của Anthony Daniels cho nhân vật người máy C-3PO, nhưng Daniels lại muốn được trở lại với vai diễn này; chính vì vậy đội ngũ sản xuất đã xây dựng một bộ đồ C-3PO phù hợp với ông.
Tới tháng 5, Abrams công bố một cuộc thi quyên góp đồ cho Quỹ Nhi đồng Liên Hợp Quốc (UNICEF) từ phim trường Star Wars tại Abu Dhabi; người chiến thắng sẽ có cơ hội được tham quan phim trường, gặp gỡ dàn diễn viên cũng như xuất hiện trong phần phim này. Vào tháng 10 năm 2014, Warwick Davis, người thủ vai Wald và Weazle trong Hiểm họa bóng ma và vai Wicket trong Sự trở lại của Jedi, xác nhận rằng ông sẽ tham gia đóng trong Thần lực thức tỉnh, tuy nhiên ông lại không tiết lộ vai diễn của mình. Vào tháng 11 năm 2014, Debbie Reynolds tiết lộ rằng cháu ngoại của bà (tức con gái của Fisher), Billie Lourd, sẽ đảm nhiệm một vai diễn trong phần phim. Bác của Isaac, một người hâm mộ Star Wars, được đạo diễn Abrams mời vào đóng cho một vai diễn khách mời khi ông đang đi tham quan phim trường.
Tháng 12 năm 2015, trang The Mail đưa tin rằng số tiền mà Ford được chi trả cho việc tham gia phần phim lên tới 25 triệu USD, cộng thêm 0,5% từ tổng doanh thu. Ridley và Boyega mỗi người được nhận 460.000 USD, và có thể sẽ nhiều hơn nữa nếu như phim vượt qua mốc doanh thu 1 tỉ USD. Fisher sẽ nhận về 1,5 triệu USD; Abrams được trả 5,1 triệu USD, và 2% của tổng doanh thu. Trong khi đó đối với phần phim gốc năm 1977, Ford chỉ được trả 10.000 USD (tương đương với khoảng 40 000 USD trong năm 2016).

### Quay phim
Vào tháng 2 năm 2014, Abrams phát biểu rằng Star Wars: Thần lực thức tỉnh sẽ được bắt đầu bấm máy từ tháng 5 và quá trình quay phim sẽ kéo dài trong khoảng ba tháng. Công bố chính thức được đưa ra trong tháng 3, khi Disney và Lucasfilm xác nhận rằng giai đoạn quay phim chính sẽ khởi đầu vào tháng 5 tại Pinewood Studios ở Buckinghamshire, Anh. Cùng tháng đó, một nguồn tin tiết lộ rằng công tác quay phim tiền kỳ sẽ được tổ chức tại Iceland trước khi phim được chính thức bấm máy vào tháng 5. Công tác này thực hiện quay nhiều cảnh phong cảnh sẽ được sử dụng trong phần phim sau này. Vào tháng 4, chủ tịch Walt Disney Studios Alan Horn xác nhận rằng phim đã được bí mật bấm máy tại Tiểu vương quốc Abu Dhabi thuộc U.A.E.. Cuối tháng đó, nhiều thông tin cho biết một số phân cảnh trong phim sẽ được quay thêm bằng cỡ phim 65mm IMAX thay vì chỉ dùng mỗi loại 35mm thông thường. Bộ phim chính thức được khởi quay tại Abu Dhabi vào ngày 16 tháng 5 năm 2014. Abrams và dàn diễn viên đã tới Abu Dhabi từ đầu tháng 5. Tại đây một phim trường lớn đã được xây dựng — bao gồm một phi thuyền con thoi, một ngọn tháp, và một khu chợ lớn — và cũng tại đây một hố bom lớn đã được tạo ra bằng việc thiết đặt các vụ nổ nhỏ. Các diễn viên đều được luyện tập để có thể lái được những phương tiện sẽ xuất hiện trong phim. Quá trình sản xuất sau đó được chuyển sang Pinewood Studios vào tháng 6.
Cùng tháng đó, Harrison Ford đã gặp chấn thương ở chân trong lúc đang quay phim tại Pinewood sau khi bị một cánh cửa thủy lực trên mô hình phi thuyền Millennium Falcon sập trúng. Ngay sau đó ông đã được đưa tới bệnh viện để chữa trị. Theo lời Abrams, mắt cá chân của Ford "bị bẻ gãy một góc 90 độ." Quá trình sản xuất phải tạm ngưng trong hai tuần để giải quyết các vấn đề xung quanh tai nạn của Ford. Ben, con trai của Ford tiết lộ rằng mắt cá chân của cha anh cần phải được chữa trị bằng nẹp và vít, chính vì vậy nên công tác quay phim sẽ có một chút thay đổi khi Ford chỉ có thể lên hình từ phần thắt lưng trở lên, và sẽ tiếp tục như vậy cho tới khi cổ chân của ông hồi phục hoàn toàn. Một tháng sau, Jake Steinfeld, huấn luyện viên cá nhân của Ford, nói rằng Ford đang hồi phục một cách nhanh chóng. Abrams cũng bị rạn đốt xương sống lưng khi anh đang cố giúp Ford nâng cánh cửa lên khi ông gặp tai nạn. Tuy nhiên anh lại cố gắng giấu điều này khỏi mọi người trong vòng một tháng. Vào tháng 2 năm 2016, Bộ An toàn và Sức khỏe đã khởi tố bốn tội danh hình sự đối với Foodles Production (UK), Ltd., một công ty con của Disney vì đã vi phạm luật an toàn và vệ sinh lao động trong tai nạn của Ford. Foodles Production (UK), Ltd. sau đó đã bị xử phạt 1,95 triệu USD vào tháng 10 năm 2016 cho hai tội danh về an toàn và vệ sinh lao động sau khi công ty thừa nhận đã vi phạm hai tội danh này.
Họa sĩ kịch bản phân cảnh Simon Duric phát biểu "Vấn đề an ninh của phần phim này là cả một sự thử thách. Phần kịch bản được bảo mật an toàn tuyệt đối. Hầu hết thời gian trong một phim điện ảnh bạn có thể ngồi trên một cái bàn với bản sao của kịch bản phim đặt ngay bên cạnh. Nhưng đối với bộ phim này, bạn không thể. Điều này hoàn toàn ổn nhưng lại khá rắc rối ở một số chỗ. Có rất nhiều người đang điều khiển những chiếc máy bay ở ngay bên trên Pinewood Studios cố gắng để chụp lại các tấm ảnh. Thật là dở hơi. Nếu một đồ dùng cần phải được di chuyển thì chúng tôi sẽ phải bao nó trong một tấm bọc đen lớn. Chúng tôi được cảnh báo qua một email là phải [cẩn trọng] trước những chiếc máy bay kia."
Vào tháng 7 năm 2014, quá trình quay phim được diễn ra trong vòng ba ngày tại Skellig Michael, một đảo đá trên bờ biển của Hạt Kerry, Ireland, chỉ với hai diễn viên duy nhất là Mark Hamill và Daisy Ridley. Các khung cảnh của hành tinh Takodana cũng được quay trong tháng 7 tại Hồ District ở miền tây bắc nước Anh. Công tác quay phim được tạm ngưng trong hai tuần đầu tháng 8 năm 2014 để Abrams có thể thực hiện lại các cảnh quay còn thiếu của Ford. Ford cũng khỏe mạnh trở lại và tiếp tục công tác quay phim vào trung tuần tháng 8. Tháng 9, 2014, sân bay quân sự cũ RAF Greenham Common tại Berkshire được sử dụng để xây dựng một phim trường chứa đựng một số phi thuyền của vũ trụ Star Wars. Rừng cổ Puzzlewood tại Forest of Dean, Anh được sử dụng làm bối cảnh cho các phân cảnh rừng rậm. Bộ phim chính thức đóng máy vào ngày 3 tháng 11 năm 2014.

### Hậu kỳ

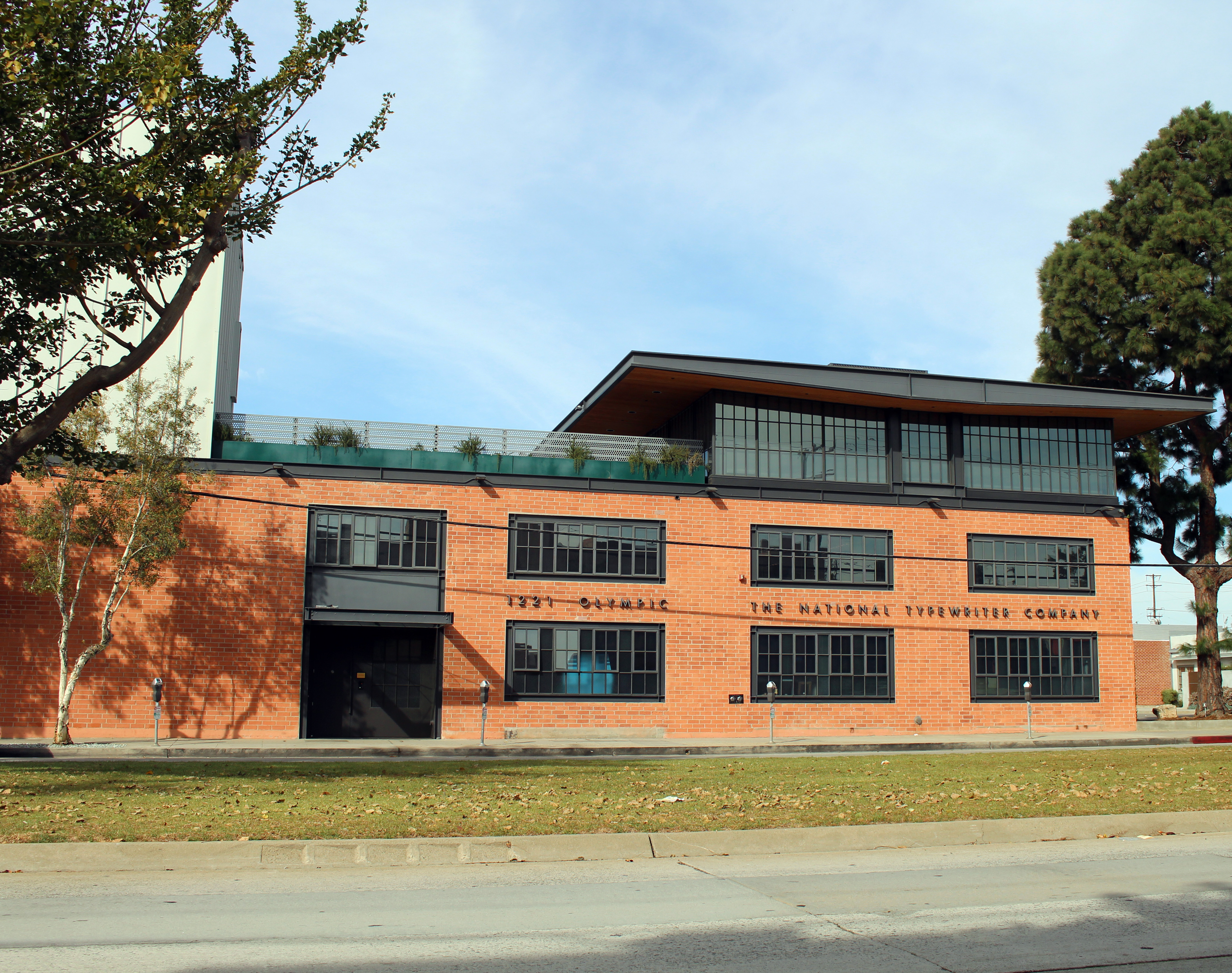
Trụ sở của Bad Robot Productions tại Santa Monica, nơi đạo diễn Abrams thực hiện giám sát công tác hậu kỳ cho Star Wars: Thần lực thức tỉnh.

Nhà quay phim Daniel Mindel tiết lộ rằng Star Wars: Thần lực thức tỉnh sẽ sử dụng các địa điểm thực và các mô hình tỉ lệ thay vì ứng dụng công nghệ mô phỏng hình ảnh bằng máy tính để khiến phần hình ảnh trở nên tương đồng với bộ ba phim Star Wars gốc. Rian Johnson, đạo diễn của Tập VIII, khẳng định lại rằng Abrams sẽ hạn chế việc sử dụng công nghệ CGI và tập trung hơn vào các hiệu ứng cơ bản và thực tế: "Tôi nghĩ rằng mọi người đang quay trở lại với [các hiệu ứng thực tế]. Cảm giác như kiểu có một lực hấp dẫn nào đó đang kéo chúng tôi về với nó." Chủ đích của Abrams khi ưu tiên các hiệu ứng thực tế là nhằm tái tạo lại tính xác thực và chủ nghĩa hiện thực trực quan của phần phim đầu tiên, Niềm hi vọng mới. Cũng vì điều này, droid BB-8 là một người máy có thật do Disney Research phát triển, sau đó được họa sĩ hiệu ứng Neal Scanlan sáng tạo ra và điều khiển diễn xuất trực tiếp trên phim trường cùng với các diễn viên.
Vào tháng 2 năm 2014, Industrial Light & Magic (ILM) công bố kế hoạch mở một cơ sở mới ở London, lấy các phim điện ảnh Star Wars của Disney làm mục đích của việc mở rộng chi nhánh. Cơ sở ILM ở Vancouver cũng tham gia công tác thực hiện các hiệu ứng đặc biệt cho phim. Abrams đảm nhiệm vị trí giám sát công tác hậu kỳ cho Star Wars: Thần lực thức tỉnh tại trụ sở của Bad Robot Productions ở Santa Monica. Vào tháng 8 năm 2015, Abrams đưa ra thời lượng trình chiếu của phim là khoảng 124–125 phút. Abrams sau đó đã đơn giản hóa phần phim bằng cách loại bỏ một số phân cảnh đã được chiếu trước trong các đoạn trailer: "Ở một điểm nào đó, Maz sẽ tiếp tục cùng với các nhân vật trở về căn cứ của quân Kháng chiến, tuy nhiên chúng tôi nhận ra rằng bà ta hoàn toàn không có một tí giá trị nào ở đó, ngoài việc chỉ ngồi và ngồi." Cũng trong giai đoạn làm hậu kỳ, phim đã được chuyển đổi sang định dạng 3D.

### Âm nhạc
—John Williams nói về việc trở lại với vũ trụ Star Wars
Tháng 7 năm 2013, nhà soạn nhạc John Williams xác nhận ông sẽ đảm nhiệm phần nhạc nền của Star Wars: Thần lực thức tỉnh. Phần âm nhạc cho hai trailer đầu tiên của phim được tái thực hiện từ những bản nhạc trước đây của Williams. Ông bắt đầu làm việc cho phim từ tháng 12 năm 2014, và với tần suất làm việc hàng ngày, tới tháng 6 năm 2015 ông đã thực hiện gần như xong toàn bộ phần nhạc nền. Tháng 5 năm 2015, Williams phát biểu rằng ông sẽ sử dụng lại một số bản nhạc chủ đề từ các phần phim trước đó, ví dụ như phần nhạc của Luke, Leia và Han, nhưng theo một cách "nghe sẽ rất tự nhiên và phù hợp trong những thời điểm mà chúng tôi chọn để thực hiện những câu trích dẫn ấy. Cũng không có nhiều, nhưng cũng có một số ít mà tôi nghĩ là quan trọng." Ông cũng cho rằng làm việc với Abrams cũng khá tương đồng với quá trình ông làm việc với Lucas ở những phần phim trước đó.
Quá trình thu âm cho Star Wars: Thần lực thức tỉnh bắt đầu từ tháng 6 năm 2015 tại Barbra Streisand Scoring Stage của Sony Pictures Studios ở Thành phố Culver thuộc California, với William Ross quản lý hầu hết quá trình thực hiện. Ngày thu âm đầu tiên là ngày 1 tháng 6 năm 2015. Williams tham gia vào các buổi thu và quản lý phần còn lại của quá trình thu âm. Williams cho biết, toàn bộ quá trình thu âm "vô cùng tráng lệ", với tổng cộng 12 buổi thu xếp rải rác từ tháng 6 cho tới tháng 11. Phần nhạc nền được thu âm bởi một dàn nhạc hòa tấu tự do, với các buổi thu cứ liên tiếp hẹn rồi lại hủy trong khoảng thời gian năm tháng đó. 90 bản nhạc hòa tấu thu được tổng cộng 175 phút, mặc dù gần một tiếng đồng hồ trong số đó bị loại bỏ, sửa đổi, hoặc phải thu âm lại do các đoạn phim bị Abrams biên tập lại. Phần nhạc chủ đề của Williams cho nhân vật Snoke phải cần đến giọng của 24 người đàn ông. Gustavo Dudamel chỉ đạo phần nhạc mở đầu và kết thúc của phim theo yêu cầu của Williams. Công việc thu âm được kết thúc vào ngày 14 tháng 11 năm 2015. Album nhạc phim do hãng thu âm Walt Disney Records phát hành vào ngày 18 tháng 12 năm 2015. Phần nhạc nền của Williams kéo dài tới hơn hai tiếng đồng hồ.
Nghệ sĩ Lin-Manuel Miranda và đạo diễn J. J. Abrams có tham gia góp giọng trong hai bài hát "Jabba Flow" và "Dobra Doompa" do Shag Kava trình bày, được chơi trong phân cảnh quán rượu ở giữa phim. Abrams gặp Miranda tại một buổi trình diễn của anh cho vở Broadway Hamilton, lúc đó Miranda đã đùa rằng nếu cần anh có thể biên soạn chút âm nhạc cho phân cảnh quán rượu. Miranda không hề biết rằng trước đó Williams đã nói với Abrams rằng ông sẽ không biên soạn nhạc cho phân cảnh đó để có thể tập trung hơn vào phần nhạc nền hòa tấu của phim. Abrams sau đó đã liên lạc với Miranda, và cả hai bắt đầu hợp tác để xây dựng phần âm nhạc cho phân cảnh này trong thời gian hai tháng.
Nhóm nhạc Hàn Quốc EXO đã hợp tác với Star Wars: Thần lực thức tỉnh để phát hành bài hát "Lightsaber" tại quê nhà vào ngày 11 tháng 11 năm 2015. Bài hát sau đó đã được phát hành kèm trong mini-album Sing for You của nhóm với một phiên bản tiếng Trung, và ngoài ra cũng được phát hành tại thị trường Nhật Bản. Nam ca sĩ người Trung Quốc Lộc Hàm là người phát ngôn chính thức của Thần lực thức tỉnh tại quốc gia này, đồng thời anh cũng đóng góp bài hát chủ đề tiếng Trung mang tên "Inner Force" cho phiên bản phát hành tại Trung Quốc của Thần lực thức tỉnh.

## Phát hành
Star Wars: Thần lực thức tỉnh được ra mắt ở Los Angeles vào ngày 14 tháng 12 năm 2015 tại ba rạp chiếu phim: Rạp TCL Chinese, Rạp El Capitan và Rạp Dolby. Một nhà bạt trắng được dựng kín và trải dài trên Đại lộ Hollywood Boulevard từ đoạn giao với phố Orange Drive cho tới đường Highland Avenue, bao trùm cả một sự kiện ra mắt vô cùng hoành tráng có tới hơn năm ngàn khách mời tham dự. Phim được công chiếu tại tổng cộng 12 quốc gia bao gồm một số nước châu Âu (như Ý và Pháp), Philippines và Thái Lan vào ngày 16 tháng 12; 32 quốc gia khác trong đó có Vương quốc Anh, Mexico và một vài quốc gia châu Âu khác, cùng các quốc gia châu Á, châu Phi, Nam Mỹ và châu Đại Dương vào ngày 17 tháng 12; và tại Bắc Mỹ, Nhật Bản, Tây Ban Nha, Venezuela và Việt Nam vào ngày 18 tháng 12, dưới định dạng 3D và IMAX 3D. Phim được công chiếu tại Ấn Độ vào ngày 25 tháng 12 năm 2015 và tại Trung Quốc vào ngày 9 tháng 1 năm 2016.
Tại Bắc Mỹ, Star Wars: Thần lực thức tỉnh được công chiếu rộng rãi trong tháng 12 tại tổng cộng 4.134 cụm rạp với 3.300 trong số đó là rạp chiếu có định dạng 3D, và 392 phòng chiếu IMAX (13 trong số đó là màn ảnh phim 70 mm), 451 định dạng màn ảnh rộng đặc biệt, 146 hệ thống rạp D-Box, đồng thời cũng được công chiếu dưới tiêu chuẩn Dolby Vision (HDRR, chế độ màu Rec. 2020) tại các rạp Dolby Cinema. Trên thị trường toàn cầu, phim đã tạo nên kỷ lục mới khi được công chiếu tại 940 rạp IMAX. Từ ngày 18 tháng 12 năm 2015, Thần lực thức tỉnh bắt đầu được công chiếu tại toàn bộ các phòng chiếu IMAX ở Bắc Mỹ trong bốn tuần liên tục cho tới ngày 14 tháng 1 năm 2016, trở thành phim điện ảnh đầu tiên thực hiện được điều này kể từ loạt ba phim The Hobbit của Warner Bros. Pictures. Số lượng các suất chiếu của phim tại các phòng chiếu IMAX bắt đầu giảm dần khi Người về từ cõi chết và Thời khắc phi thường được ra mắt vào giữa tháng 1 năm 2016.
Vào ngày 6 tháng 11 năm 2014, tựa đề chính thức của phim được công bố là Star Wars: Thần lực thức tỉnh. Cụm từ "Tập VII" được xuất hiện trong cảnh chữ chạy mở đầu của phần phim, tuy nhiên trong tựa phim chính thức lại không bao gồm cụm từ này. Vào tháng 12 năm 2015, Pablo Hidalgo, nhà điều hành sáng tạo của Lucasfilm Story Group chuyên giám sát các quy chuẩn để đảm bảo tính liên tục cho vũ trụ Star Wars, tiết lộ rằng tiêu đề làm việc của phim trong một thời gian dài đã từng là Shadow of the Empire (Bóng tối Đế chế). Công tác đặt vé cho phim được bắt đầu mở từ ngày 19 tháng 10 năm 2015. Nhu cầu mua vé của khán giả vô cùng lớn, thậm chí còn khiến cho một trang bán vé xem phim trực tuyến bị sập. Vue Cinemas, chuỗi rạp chiếu lớn thứ ba Vương quốc Anh đã bán ra tổng cộng 45.000 vé chỉ trong 24 giờ đầu, với kỷ lục 10.000 vé được tiêu thụ chỉ trong 90 phút. Tại Mỹ, doanh số vé IMAX được đặt trước trong một ngày đã phá kỷ lục với 6,5 triệu USD thu về. Tổng cộng, phim đã bán được tổng cộng 50 triệu USD tiền đặt vé; con số này nâng lên 100 triệu USD cho tới ngày 14 tháng 12. Tuy nhiên, không phải mọi vé xem phim được đặt trước đều là các suất chiếu trong tuần lễ mở màn. Chủ tịch của Fandango, ông Paul Yanover phát biểu "người ta đều dành vé lại cho các suất chiếu vào tháng 1, tức là một vài tuần sau thời điểm ra mắt... Chúng tôi có những khách hàng mua Star Wars [Thần lực thức tỉnh] cho năm 2016. Đây không phải một hiện tượng tuần đầu công chiếu đâu." Tương tự, phim cũng phá vỡ nhiều kỷ lục đặt vé tại Vương quốc Anh, Canada, và Đức.
Star Wars: Thần lực thức tỉnh là phim Star Wars người đóng đầu tiên không được phân phối tới các rạp chiếu bởi hãng 20th Century Fox; cũng chính vì vậy nên trên phim không có xuất hiện đoạn biểu trưng cũng như phần nhạc hiệu do nhà soạn nhạc Alfred Newmanangy biên soạn. Một thời gian ngắn sau khi Disney mua lại Lucasfilm, hãng phim này cho biết rằng các phim điện ảnh sắp tới trong loạt phim sẽ được ghi chú dưới nhãn "Disney|Lucasfilm", tương tự như trong Star Wars Rebels. Tuy nhiên cuối cùng thì biểu trưng của Disney phần lớn không được xuất hiện trong các chiến dịch tiếp thị cho phim—nhưng vẫn được xuất hiện trên các dòng sản phẩm đi kèm—và phim chỉ được công chiếu với biểu trưng sản xuất của Lucasfilm chạy câm trước phần tiêu đề phim; Bob Iger, giám đốc của Disney, giải thích lý do hãng làm điều này là "vì những người hâm mộ".

### Quảng bá

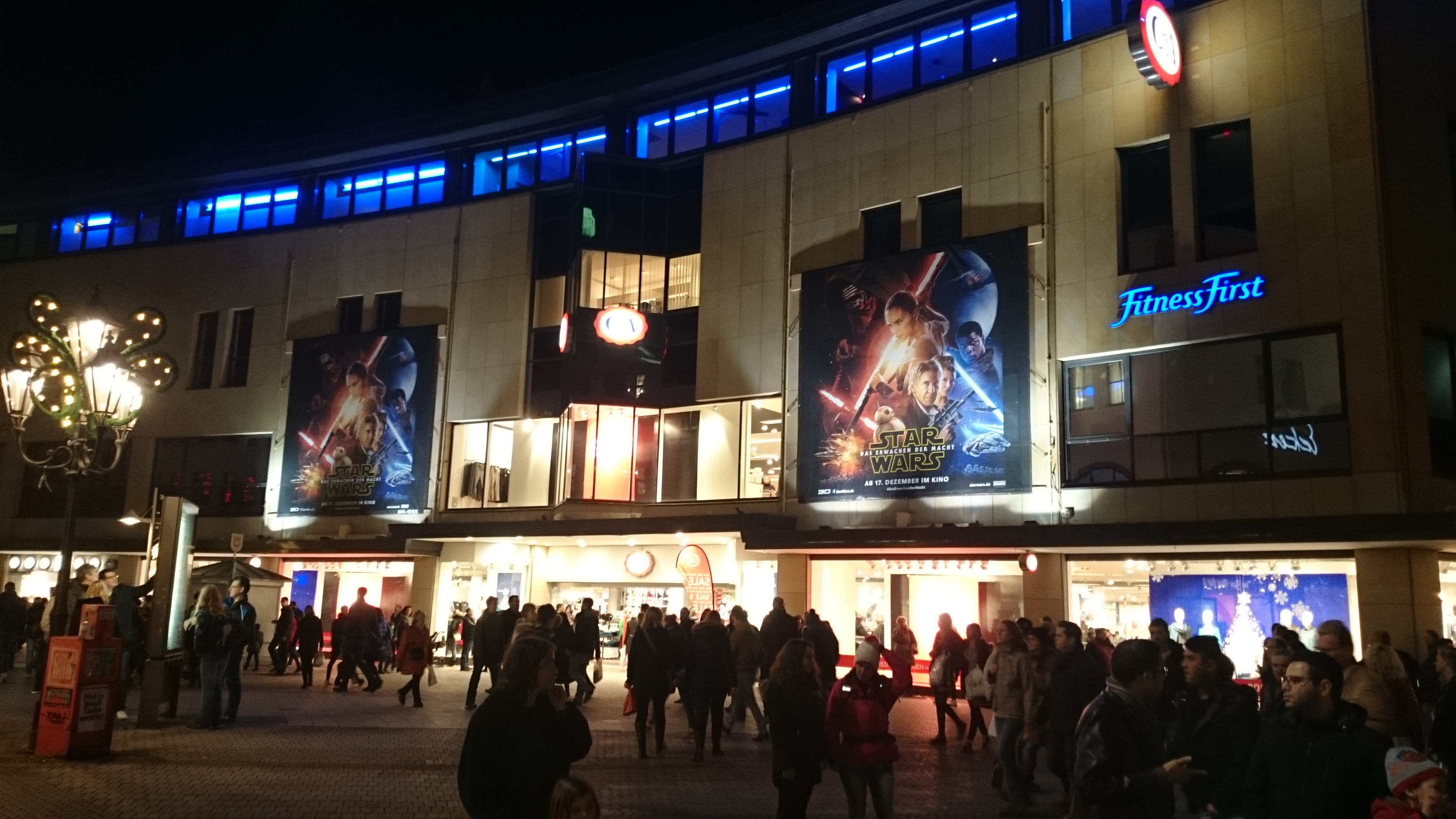
Một sự kiện quảng cáo lớn Star Wars: Thần lực thức tỉnh tại trung tâm thành phố Nuremberg, Đức.

Disney đã chống lưng cho Star Wars: Thần lực thức tỉnh bằng nhiều chiến dịch quảng bá rộng rãi. Ngày 28 tháng 11 năm 2014, hãng Lucasfilm tung ra một đoạn teaser trailer dài 88 giây. Đoạn trailer được công chiếu ở một vài điểm rạp tại Mỹ và Canada và các rạp chiếu phim trên toàn thế giới vào tháng 12 năm 2014. Đoạn clip cũng được đăng tải trên YouTube và iTunes Store, và đạt 58,2 triệu lượt xem trên YouTube trong tuần đầu ra mắt. Các nhà chuyên môn đã so sánh các cảnh phim ngắn trong trailer với giá trị sản xuất của bộ ba phần phim gốc. Tờ The Hollywood Reporter gọi trailer này là "một niềm thương nhớ có sức tuyết phục hoàn toàn", khen ngợi sự kết hợp giữa cái cũ và cái mới. Tạp chí Empire thì bị ấn tượng bởi tính liền mạch của Thần lực thức tỉnh với các phần phim trước đó – "thứ xúc cảm của Star Wars cổ điển" – nhưng cũng nhắc tới sự thiếu vắng của bộ ba nhân vật chính, Hamill, Ford, Fisher và đưa ra các ý kiến về tầm quan trọng của các nhân vật mới. The Guardian cho rằng việc sử dụng lại phần nhạc hiệu Star Wars quen thuộc của John Williams đã củng cố lại tình yêu của những người hâm mộ đối với thương hiệu này.

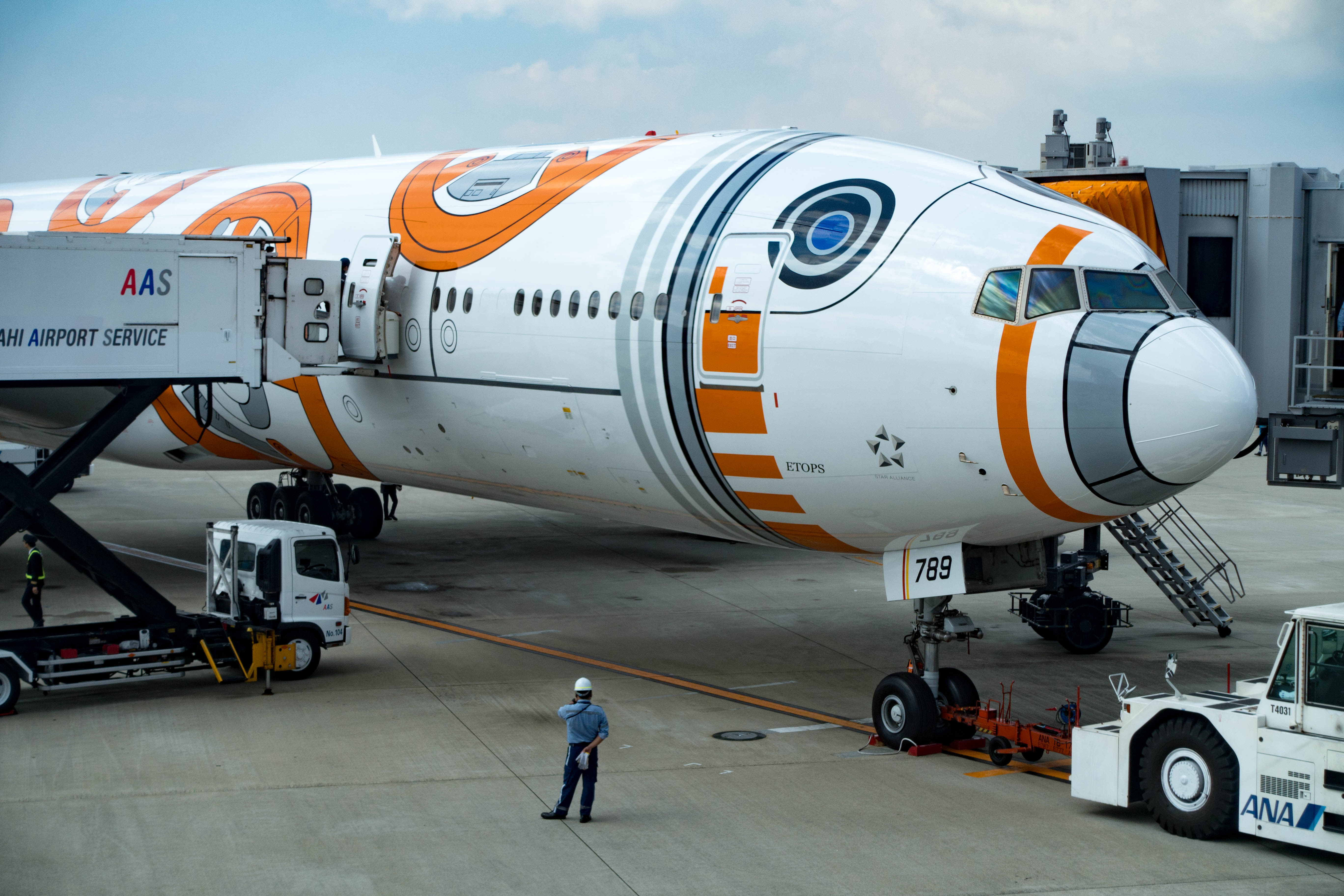
Chiếc Boeing 777-300ER mang phong cách droid BB-8 của Hãng hàng không All Nippon Airways tại Sân bay quốc tế Osaka, Nhật Bản.

Vào ngày 11 tháng 12 năm 2014, Abrams và Kennedy hợp tác với công ty Topps để ra mắt bộ tám thẻ bài giao đấu, tiết lộ tên của một vài nhân vật mới. Vào ngày 16 tháng 4 năm 2015, đoạn teaser trailer thứ hai dài hai phút được công chiếu trong lễ mở màn của buổi họp mặt người hâm mộ Star Wars Celebration tại Anaheim, California. Chủ tịch của Lucasfilm, bà Kathleen Kennedy cho biết phản ứng của người xem đối với trailer này là "choáng váng... cả khán phòng gần tám nghìn người cứ thế đứng phắt dậy và kêu gào, ý tôi là tôi chưa từng đến một nơi nào – ngoài một buổi diễn nhạc rock ra – mà lại được đến như vậy." Trailer đạt tổng cộng 88 triệu lượt xem trong vòng 24 giờ ra mắt, phá vỡ kỷ lục trước đó của trailer Fast & Furious 7 với 62 triệu lượt xem. Theo Kỷ lục Thế giới Guinness, đoạn teaser trailer đã đạt 30,65 triệu lượt xem trên kênh YouTube trong 24 giờ, thiết lập một kỷ lục mới cho "Trailer phim được xem nhiều nhất trên YouTube trong 24 giờ." Graham Milne của tờ The Huffington Post viết rằng đoạn trailer "là lời khẳng định về một điều gì đó mà chúng ta đã nghe qua từ lâu rồi nhưng chưa từng được xảy đến. Đây là một món quà. Đây là một phần thưởng cho lòng trung thành. Đã đến lúc rồi."
Vanity Fair là tạp chí đầu tiên phát hành số ấn phẩm có trang bìa liên quan đến Star Wars: Thần lực thức tỉnh vào ngày 7 tháng 5 năm 2015, bao gồm các bài phỏng vấn độc quyền, kèm theo là các hình ảnh mới của dàn diễn viên do nhiếp ảnh gia Annie Leibovitz thực hiện. Tại sự kiện San Diego Comic-Con International 2015, ngoài buổi nói chuyện với các diễn viên, một đoạn phim hậu kỳ ngắn nói về công việc quay phim và các hiệu ứng đặc biệt cũng được trình chiếu. Đoạn clip được tiếp nhận khá tích cực, trong đó nhà báo Nigel M. Smith từ The Guardian viết: "Góc quay của đoạn phim thực sự hoàn chỉnh, đồng thời kết nối với những người hâm mộ của bộ ba phần phim gốc một cách vô cùng sâu sắc. Nó cũng mang một mục đích ngầm đó là tiết lộ trước nhận dạng của Fisher trong vai Leia, cũng như vai diễn bí ẩn của Simon Pegg trong phần phim mà theo lời đồn là một người hoài hành tinh, mà vẫn không để lộ phân cảnh hành động của các diễn viên." Smith làm một phép so sánh chiến lược quảng cáo của Thần lực thức tỉnh với Super 8, một phim điện ảnh Abrams từng đạo diễn, và nhận xét "phần quảng cáo... đáng chú ý bởi những thứ nó tiết lộ, chứ không phải là những thứ nó cho đi."
Walt Disney Studios và Lucasfilm đã cho công chúng thấy một cái nhìn sâu hơn vào Star Wars: Thần lực thức tỉnh tại sự kiện D23 Expo của Disney vào tháng 8 năm 2015. Drew Struzan—người đảm nhiệm thiết kế áp phích cho các phần phim Star Wars trước đó—đã thiết kế riêng cho những người tham gia sự kiện này một áp phích kỷ niệm. Tháng 10, 2015, Lucasfilm cho ra mắt áp phích chiếu rạp chính thức và trailer thứ ba của phần phim. Một trailer mới được ra mắt trong lượt nghỉ giữa hiệp của chương trình Monday Night Football trước khi được đăng tải trực tuyến. Lizo Mzimba từ BBC viết rằng "có khi điều quan trọng nhất trong đoạn trailer cuối cùng trước khi phim được công chiếu này là về việc nội dung của phim được tiết lộ ít đến nhường nào." Cây viết Robbie Collin từ The Daily Telegraph cảm nhận rằng trailer này "là một sự pha trộn hoàn hảo giữa cũ và mới, trong việc giữ vững nét thẩm mỹ lỗi mốt của Star Wars." Trailer nhận được tổng cộng 128 lượt xem trong vòng 24 giờ, kỷ lục mới cho trailer có nhiều lượt xem nhất trong vòng 24 tiếng, với 16 triệu lượt xem trong số đó được ghi lại từ buổi phát sóng trực tiếp của Monday Night Football. Cuối tháng 10 năm 2016, hãng hàng không Air France ra mắt gói dịch vụ "Flight and Cinema", cung cấp cho những khách hàng đã đặt chuyến bay đặc biệt tới Paris để xem phim đầy đủ phương tiện đưa đón tới rạp chiếu, khi mà Pháp là một trong những quốc gia công chiếu Thần lực thức tỉnh sớm nhất. Ngày 6 tháng 11, một đoạn trailer phiên bản tiếng Nhật được phát hành. Nhà báo Ollie Barder từ tạp chí Forbes đã thừa nhận rằng trailer mới này đã cho anh một "tia hi vọng" rằng Thần lực thức tỉnh sẽ không "làm chúng ta thất vọng như những phần phim trước... [với] một cốt truyện có giá trị hơn hẳn."
Ngày 23 tháng 11, hãng Disney công bố việc hợp tác với Google để quảng bá cho phần phim, qua đó người dùng Google có thể lựa chọn gia nhập vào Mặt Tối hoặc Mặt Sáng bằng cách thay đổi giao diện của trang chủ Google. Ngoài ra, Disney cũng làm việc với Verizon để thiết lập một trải nghiệm thực tế ảo trên sản phẩm Google Cardboard. Ngày 17 tháng 12 năm 2015, một vài rạp chiếu phim tại Bắc Mỹ đã chạy một sự kiện chạy đua Star Wars. Trong sự kiện này, sáu phần phim trước đó của Star Wars đều được công chiếu liên tục dưới định dạng 2D, đi kèm với Star Wars: Thần lực thức tỉnh dưới định dạng 3D được công chiếu cuối cùng. Tất cả những người tham dự sự kiện đều được tặng một vòng đeo tay với thiết kế độc quyền.

### Sản phẩm và tiểu thuyết đi kèm
Nhà xuất bản Disney Publishing Worldwide và Lucasfilm công bố một loạt "ít nhất" 20 quyển sách và truyện tranh lấy tựa đề "Journey to Star Wars: The Force Awakens" được nhiều nhà xuất bản khác nhau tham gia ấn hành bắt đầu từ cuối năm 2015, trước khi Star Wars: Thần lực thức tỉnh được công chiếu. Loạt sách bao gồm các sáng tác của Del Rey và các nhà xuất bản Disney-Lucasfilm, cũng như các ấn phẩm truyện tranh của Marvel Comics. Các ấn phẩm của dự án đều phải tuân theo những quy chuẩn của vũ trụ Star Wars. Nhà văn Alan Dean Foster có viết một tiểu thuyết cho Thần lực thức tỉnh. Tiểu thuyết này được phát hành trực tuyến dưới định dạng e-book vào ngày 18 tháng 12 năm 2015. Nhằm tránh cho nội dung cốt truyện bị tiết lộ ra ngoài, ấn bản in giấy của tiểu thuyết được lùi lịch phát hành sang tháng 1 năm 2016. Marvel Comics xuất bản sáu tập truyện tranh chuyển thể của Thần lực thức tỉnh từ tháng 6 tới tháng 11 năm 2016.
Disney Consumer Products và Lucasfilm thông báo rằng ngày 4 tháng 9 năm 2015 sẽ được gọi là ngày "Thứ sáu Thần lực" ("Force Friday") và trong ngày này, tất cả các sản phẩm hàng hóa chính thức của Star Wars: Thần lực thức tỉnh sẽ được ra mắt. Bắt đầu từ 0:01 sáng, những người hâm mộ có thể mua các loại đồ chơi, sách truyện, quần áo và nhiều mặt hàng sản phẩm khác nhau tại các cửa hàng Disney Store cũng như các nhà bán lẻ khác trên toàn thế giới. Có rất nhiều nhà bán lẻ đã không thể đáp ứng được số lượng mặt hàng của các sản phẩm Star Wars do nhu cầu mua quá lớn. Disney và Maker Studios chủ trì một video trưng bày trực tiếp dài 18 tiếng trên YouTube vào ngày 3 tháng 9 năm 2015 nhằm giới thiệu các dòng sản phẩm liên quan. Trong số các mặt hàng được bày bán bao gồm cả đồ chơi người máy BB-8 điều khiển từ xa do công ty Sphero phát triển. Sphero đã tham gia vào một buổi gặp gỡ các doanh nghiệp start-up của Disney vào tháng 7 năm 2014, và họ đã được mời vào tham dự một cuộc họp bí mật với CEO của Disney, Bob Iger. Trong cuộc họp, công ty này đã được cho xem các bản phác thảo hậu kì chưa hề được tiết lộ trước công chúng của người máy BB-8.

### Trò chơi điện tử
Star Wars: Thần lực thức tỉnh là phần phim Star Wars đầu tiên không được phát triển một trò chơi riêng đi kèm để quảng bá cho phim. Thay vào đó, một số nhân vật, phân cảnh và địa điểm trong phim đã được gài vào trong các video game Star Wars khác: Các nhân vật trong phim được thêm vào một phiên bản cập nhật của mobile game Star Wars: Galaxy of Heroes, có sẵn cho hệ điều hành iOS và Android và được phát hành bởi Electronic Arts; các nội dung tải về miễn phí cho phiên bản làm lại của trò chơi điện tử Star Wars Battlefront của Electronic Arts cho phép người chơi được chiến đấu trên hành tinh Jakku cho chốt đánh cuối cùng của Đế chế Thiên hà trong cuộc Nội chiến Thiên hà; một bản cập nhật của trò chơi di động Star Wars Commander do Disney Mobile phát triển cho hệ điều hành iOS, Android và Windows Store cho phép người chơi được chiến đấu trên hành tinh Takodana trong thời kỳ Nội chiến Thiên hà; một phiên bản rút gọn nội dung phim trở thành một "playset" được thêm vào trong trò chơi mô phỏng đồ chơi tới thế giới thực Disney Infinity 3.0, trong đó Finn và Rey trở thành hai nhân vật mở đầu. Poe Dameron và Kylo Ren cũng là hai nhân vật được thêm vào trong trò chơi này.
Ngoài ra, Star Wars: Thần lực thức tỉnh cũng có một trò chơi điện tử chuyển thể của Lego mang tên Lego Star Wars: The Force Awakens do hãng Warner Bros. Interactive Entertainment phát hành cho hệ điều hành Android, iOS, Microsoft Windows, Nintendo 3DS, PlayStation 3, PlayStation 4, PlayStation Vita, Wii U, Xbox 360 và Xbox One vào mùa hè năm 2016. Ngoài việc chuyển thể toàn bộ nội dung phim, trò chơi còn có các level tặng kèm lấy bối cảnh một vài năm trước khi các sự kiện trong phim được diễn ra.

### Phương tiện tại gia
Walt Disney Studios Home Entertainment đã phát hành Star Wars: Thần lực thức tỉnh dưới hai định dạng phim số và Disney Movies Anywhere vào ngày 1 tháng 4 năm 2016. Định dạng đĩa cứng Blu-ray và DVD được bày bán vào ngày 5 tháng 4 năm 2016. Phiên bản phát hành tại gia có tặng kèm thêm một số phân cảnh đã bị lược bỏ khỏi phiên bản chiếu rạp. Ngày 23 tháng 3 năm 2016, Thần lực thức tỉnh đã bị tuồn trái phép lên mạng trước khi được chính thức phát hành dưới dạng Blu-ray. Bản tuồn này đã có tổng cộng hơn hai triệu lượt tải về chỉ trong vòng mười hai tiếng đồng hồ.
Vào tháng 1 năm 2016, Starz được chính thức xác nhận sẽ là kênh truyền hình trả tiền có giấy phép trình chiếu Star Wars: Thần lực thức tỉnh tại Mỹ, ngay trước khi hợp đồng đầu ra của Starz kết thúc. Hợp đồng này bao gồm hầu hết các phim điện ảnh do Disney phát hành, bao gồm cả các tác phẩm được công chiếu vào cuối năm 2015. Thần lực thức tỉnh được phát sóng trên kênh Starz bắt đầu từ ngày 10 tháng 9 năm 2016. Bản quyền phát sóng tương tự ở Canada được sở hữu bởi công ty giải trí Netflix.
Một phiên bản Collector's Edition định dạng Blu-ray 3D của Star Wars: Thần lực thức tỉnh được phát hành vào ngày 15 tháng 11 năm 2016 bao gồm tất cả các chi tiết đặc biệt có trong các phiên bản phát hành tại gia trước đó, kèm thêm những phân cảnh bị lược bỏ mới cũng như phần bình luận của Abrams. Gói sản phẩm bao gồm một đĩa Blu-ray 3D, một đĩa Blu-ray thường, một DVD và một phiên bản phim số, kèm theo một đĩa Blu-ray chứa các tình tiết đặc biệt chỉ có trong phiên bản này.

## Đón nhận

### Doanh thu phòng vé
Star Wars: Thần lực thức tỉnh thu về tổng cộng 936,7 triệu USD chỉ tính riêng tại thị trường Mỹ và Canada và 1,132 tỉ USD tại các quốc gia và vùng lãnh thổ khác, đưa tổng mức doanh thu toàn cầu lên tới 2,068 tỉ USD. Trang mạng Box Office Mojo ước tính Thần lực thức tỉnh đã bán ra được khoảng 110 triệu vé chỉ riêng tại khu vực Bắc Mỹ, trở thành phim điện ảnh có số lượng vé bán ra cao nhất tại khu vực này kể từ khi Titanic được công chiếu vào năm 1997. Cũng tại Bắc Mỹ, doanh thu của Thần lực thức tỉnh chiếm tới 8,6% tổng doanh thu phòng vé của cả năm 2015, đứng thứ hai sau Titanic khi doanh thu của phim này đạt 8,8% tổng doanh thu của năm 1997. Đây là phim điện ảnh có doanh thu cao nhất năm 2015, phim điện ảnh có doanh thu cao nhất của loạt phim Star Wars (vượt mặt Hiểm họa bóng ma), phim điện ảnh có doanh thu cao nhất của hãng phim Walt Disney Studios, phim điện ảnh có doanh thu cao nhất ở thị trường Bắc Mỹ (trước đó là Avatar), và phim điện ảnh có doanh thu cao thứ ba mọi thời đại (chỉ xếp sau Avatar và Titanic). Đây đồng thời cũng là phim điện ảnh thứ 24 trong lịch sử ngành công nghiệp điện ảnh cán mốc doanh thu 1 tỉ USD trên toàn thế giới, và là phim có thời gian chạm tới cột mốc này nhanh nhất khi chỉ mất có 12 ngày. Sau 53 ngày phát hành, Thần lực thức tỉnh chính thức trở thành phim điện ảnh thứ ba trong lịch sử có doanh thu toàn cầu đạt mốc 2 tỉ USD. Sau khi phân tích toàn bộ các khoản chi tiêu cũng như phần doanh thu, trang Deadline.com dự tính lợi nhuận ròng của Thần lực thức tỉnh có thể lên tới 780,1 triệu USD, giúp phim trở thành tác phẩm điện ảnh tạo lợi nhuận cao nhất năm 2015 và đồng thời cũng là phim tạo lợi nhuận cao nhất trong vòng bảy năm trở lại đây.

#### Phát hành tại rạp

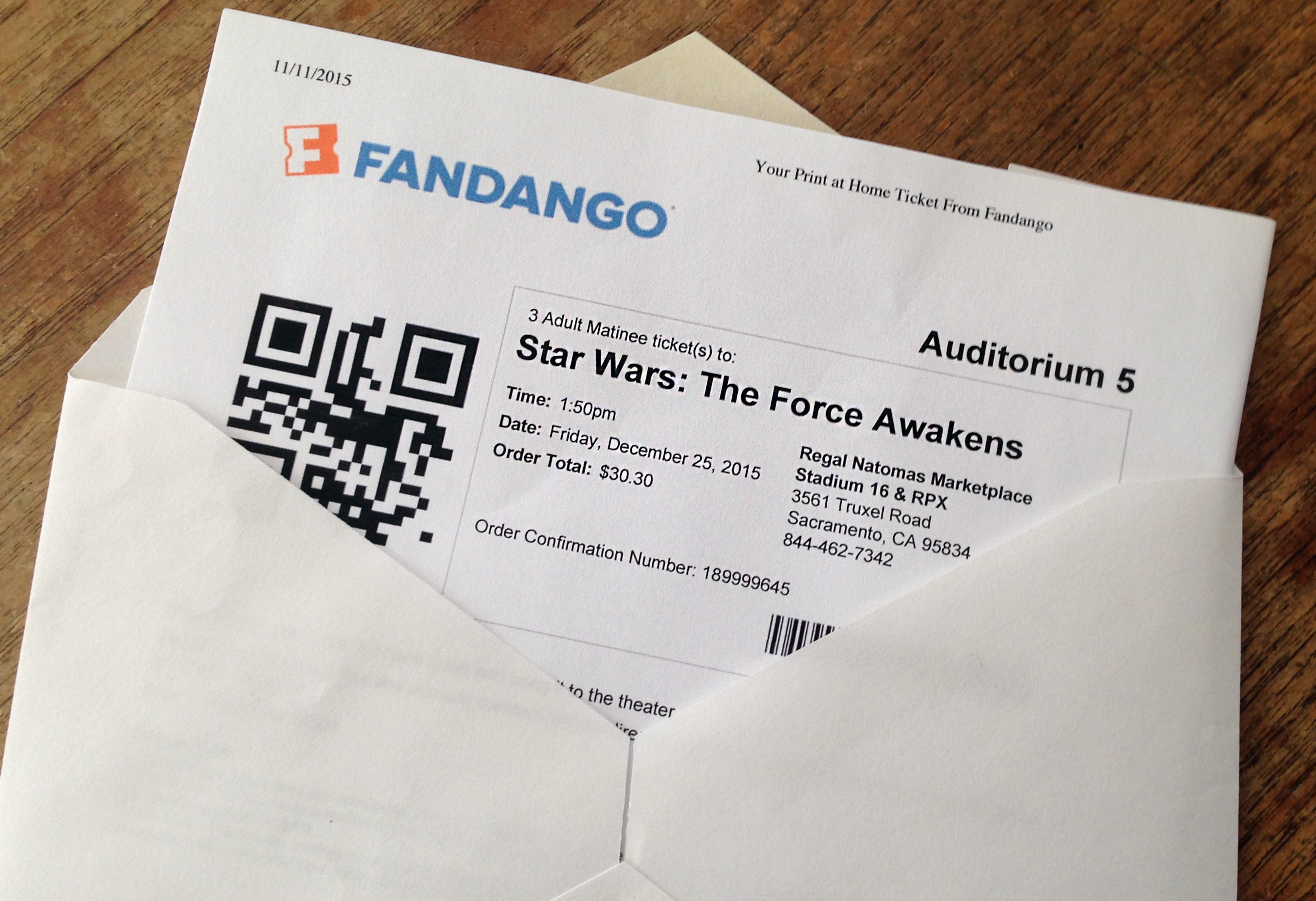
Vé xem phim Star Wars: Thần lực thức tỉnh do hệ thống bán vé xem phim Fandango ấn hành.

Star Wars: Thần lực thức tỉnh được công chiếu tại Mỹ và Canada vào ngày 18 tháng 12 năm 2015. Phim đã phá kỷ lục với 57 triệu USD từ suất chiếu sớm đêm thứ năm, trong đó lượng doanh thu từ các phòng chiếu IMAX cũng đạt kỷ lục với 5,7 triệu USD từ 391 phòng chiếu. Trong ngày đầu công chiếu, phim thu về 119,1 triệu USD, trở thành phim có doanh thu ngày đầu ra mắt cao nhất và đây cũng là lần đầu tiên có một phim điện ảnh thu về hơn 100 triệu USD trong một ngày đơn. Tổng cộng, phim đạt kỷ lục với 247,9 USD trong dịp cuối tuần đầu tiên khởi chiếu từ 14.400 suất chiếu của 4.134 rạp chiếu phim, vượt kỷ lục trước đó của The Avengers (207 triệu USD) và Thế giới khủng long (208 triệu USD) tới 19%. Tổng số liệu doanh thu mở màn dịp cuối tuần đã tính cả kỷ lục doanh thu mở màn dịp cuối tuần của các suất chiếu IMAX với 30,1 triệu USD (12,65%) từ 391 rạp chiếu IMAX. Các suất chiếu 2D chiếm 53% tổng doanh thu ra mắt của phim, trong khi đó các suất chiếu 3D chiếm khoảng 47%. Các suất chiếu RealD 3D cũng tạo kỷ lục mới với 78 triệu USD trong tổng doanh thu mở màn. Một số kỷ lục khác phim đạt được bao gồm kỷ lục cho phim có lượng doanh thu cuối tuần trung bình của một rạp chiếu cao nhất (59.982 USD một rạp trên 4.134 rạp), phim có doanh thu ra mắt trong kỳ nghỉ lễ cao nhất, doanh thu ra mắt cao nhất đối với phim có nhãn PG-13, và phim công chiếu tháng 12 có doanh thu ra mắt cao nhất. Lượng khán giả xem phim trong tuần đầu công chiếu có sự phân biệt rõ ràng giữa độ tuổi dưới 25 và trên 25, với 58% lượng khán giả là nam, 71% là người lớn, 20% là các gia đình và 9% là thanh thiếu niên.
Trên thị trường quốc tế, Star Wars: Thần lực thức tỉnh được phát hành tại hơn 30.000 phòng chiếu. Phim bắt đầu được khởi chiếu từ ngày 16 tháng 12 năm 2015 tại 12 thị trường quốc tế và thu về 14,1 triệu USD trong ngày đầu ra mắt, đồng thời xếp quán quân về doanh thu tại cả 12 thị trường. Phim được mở rộng công chiếu tại thêm 42 quốc gia khác vào ngày 17 tháng 12 và thu về 58,6 triệu USD. Tổng doanh thu quốc tế sau đó đã nâng lên mức 129,5 triệu USD sau ba ngày phát hành, dẫn đầu bảng xếp hạng phòng vé tại tất cả các quốc gia trừ Hàn Quốc (xếp thứ hai sau Himalayas) và Việt Nam (xếp thứ hai sau Em là bà nội của anh). Thần lực thức tỉnh cũng phá kỷ lục doanh thu ngày đầu tại Vương quốc Anh, Ireland và Malta (14,3 triệu USD), Đức (7,1 triệu USD), Úc (6,8 triệu USD), Thụy Điển (1,7 triệu USD), Na Uy (1,1 triệu USD) và 16 quốc gia khác. Sau năm ngày công chiếu, Thần lực thức tỉnh đạt tổng doanh thu quốc tế là 281 triệu USD từ 30.000 phòng chiếu tại 72 thị trường, kỷ lục mới đối với một phim điện ảnh ra mắt trong tháng 12. Đây cũng là phim có doanh thu ra mắt cao thứ ba thời đại trên thị trường quốc tế. Phim cũng đạt doanh thu ra mắt lớn nhất tại 18 quốc gia trong đó có Vương quốc Anh (50,6 triệu USD), Đức (27,2 triệu USD), Úc (20,6 triệu USD), Nga (12,4 triệu USD) và Thụy Điển (3,9 triệu USD). Khảo sát từ 276 rạp chiếu IMAX cho biết tổng doanh thu cho định dạng điện ảnh này lên tới 17,9 triệu USD. Sau năm ngày công chiếu, phim đạt tổng doanh thu 529 triệu USD từ 74 quốc gia và vùng lãnh thổ, trở thành phim có doanh thu ra mắt toàn cầu cao nhất, đồng thời cũng là phim thứ hai trong lịch sử điện ảnh – sau Thế giới khủng long – đạt doanh thu ra mắt toàn cầu vượt mốc 500 triệu USD. Doanh thu này bao gồm 48 triệu USD mở màn thu về từ các rạp IMAX.
Doanh thu của phim trong dịp cuối tuần thứ hai thụt giảm 39,8% tại khu vực Mỹ và Canada với 149,2 triệu USD thu về, giúp phim vẫn giữ vững vị trí đầu bảng về doanh thu phòng vé và cũng là phim có doanh thu dịp cuối tuần thứ hai lớn nhất mọi thời đại. Doanh thu tại các rạp IMAX cũng giảm nhẹ, với 19 triệu USD thu về trong ba ngày cuối của tuần thứ hai, nâng mức tổng doanh thu IMAX trong 10 ngày đầu công chiếu lên 70 triệu USD. Trên thị trường quốc tế, doanh thu tuần thứ hai của phim giảm mạnh 51% với 136,9 triệu USD thu về. Star Wars: Thần lực thức tỉnh đạt dấu mốc doanh thu 1 tỉ USD vào ngày 26 tháng 12 năm 2015, trở thành phim điện ảnh cán được cột mốc này trong khoảng thời gian ngắn nhất (12 ngày). Đây cũng là phim điện ảnh thứ năm trong năm 2015 vượt qua mốc 1 tỉ USD, biến 2015 trở thành năm đầu tiên có tới năm phim đạt mức doanh thu trên 1 tỉ USD. Doanh thu của phim tiếp tục thụt giảm trong dịp cuối tuần thứ ba công chiếu, rớt 40,8% với 88,2 triệu USD thu về tại thị trường nội địa, dù vẫn giữ vững vị trí dẫn đầu về doanh thu phòng vé. Mặc dù vậy, phim vẫn xác lập kỷ lục về doanh thu của một phim điện ảnh trong dịp cuối tuần thứ ba công chiếu.
Ngày 6 tháng 1 năm 2016, Star Wars: Thần lực thức tỉnh chính thức trở thành phim có doanh thu nội địa cao nhất mọi thời đại, chỉ sau 20 ngày. Doanh thu của Thần lực thức tỉnh cũng tạo nhiều kỷ lục khác như phim điện ảnh đầu tiên trong lịch sử điện ảnh cán mốc 800 triệu USD nội địa (bỏ qua lạm phát), phim điện ảnh đầu tiên của Disney cũng như phim điện ảnh thứ ba của năm 2015 và thứ năm từ trước tới giờ cán mốc doanh thu 1 tỉ USD ngoại địa, phim điện ảnh đầu tiên thu về 900 triệu USD tại thị trường Mỹ và Canada, phim điện ảnh thứ ba trong lịch sử điện ảnh đạt mốc doanh thu toàn cầu 2 tỉ USD (sau Titanic và Avatar) và cũng là phim điện ảnh thứ hai cán cột mốc này trong lần phát hành đầu tiên (sau Avatar). Tại Bắc Mỹ, Vương quốc Anh và Ireland, Thần lực thức tỉnh bị rớt ra ngoài top mười doanh thu phòng vé ở dịp cuối tuần công chiếu thứ mười một, tức ba ngày 26–28 tháng 2 năm 2016, và tại Mỹ phim đạt doanh thu dưới mức 1 triệu USD vào dịp cuối tuần thứ mười bốn kể từ khi công chiếu.

#### Phân tích thương mại
Với kinh phí sản xuất 306 triệu USD, cộng thêm 175 triệu USD chi phí cho tiếp thị, in ấn và quảng cáo, Star Wars: Thần lực thức tỉnh được giới chuyên môn dự đoán sẽ mang lại nhiều thành công vang dội về doanh thu phòng vé. Tổng kinh phí sau khi tính thêm phần lãi suất, công tác sản xuất và phân phối băng đĩa và các chi phí liên quan khác được ước tính lên tới 423 triệu USD. Một báo cáo trong tháng 4 năm 2015 từ The Hollywood Reporter và Amboee Brand Intelligence dự đoán doanh thu ra mắt của phim trên toàn thế giới có thể lên tới 540 triệu USD, xác lập kỷ lục cho phim có doanh thu ra mắt thế giới cao nhất và doanh thu mở màn tại Mỹ cao nhất. Báo cáo cũng cho rằng Thần lực thức tỉnh có thể sẽ là phim có quy mô phát hành lớn nhất từ trước tới nay, với 4.500 rạp chiếu chỉ riêng tại Bắc Mỹ. Nhưng cuối cũng phim chỉ được công chiếu tại 4.134 rạp, dù vậy, đây vẫn là tác phẩm điện ảnh ra mắt trong tháng 12 có quy mô công chiếu lớn nhất. Nhà phân tích doanh thu phòng vé Phil Contrino ví phần phim với Avatar (2009) khi đạt doanh thu ra mắt 77 triệu USD tại Bắc Mỹ và có thể sẽ kết thúc với con số 2,8 tỉ USD trên toàn thế giới. Ông cho rằng Thần lực thức tỉnh sẽ cán mốc 1 tỉ USD "không một chớp mắt" và có thể cũng sẽ cán mốc 2 tỉ USD. Tháng 8, 2015, Deadline.com dự đoán tổng doanh thu cuối tuần ra mắt của phim trên toàn thế giới có thể lên tới 615 triệu USD, bao gồm 300 triệu USD trong đó là từ thị trường Bắc Mỹ. Trong tháng 11, nhiều nhà phân tích doanh thu phòng vé dự đoán doanh thu cuối tuần ra mắt của phim sẽ vào khoảng 175–250 triệu USD. Vào tháng 12 năm 2016, nhà phân tích Barton Crockett dự đoán rằng phần phim này có thể sẽ là phim điện ảnh đầu tiên vượt mốc 3 tỉ USD doanh thu toàn cầu.
Các nhà phân tích cho rằng, khi so sánh doanh thu phòng vé của Star Wars: Thần lực thức tỉnh với các phần phim trước đó phải tính cả tỉ lệ lạm phát. Phần phim Star Wars đầu tiên sẽ có doanh thu cao hơn rất nhiều khi tỉ lệ này được áp dụng. Số liệu còn chỉ ra rằng cả ba phim điện ảnh trong bộ ba phần phim gốc Star Wars đều có tỉ lệ doanh thu trên chi phí sản xuất vượt trội hơn hẳn. Paul Dergarabedian, một nhà phân tích doanh thu phòng vé, cho rằng trong khi Avatar và Star Wars: Thần lực thức tỉnh đều được công chiếu vào cùng ngày 18 tháng 12, thì việc giá vé xem phim cao hơn trong năm 2015 cộng với việc công chiếu dưới định dạng IMAX có thể sẽ đẩy Star Wars "vào tầng bình lưu của doanh thu phòng vé". Vào ngày 23 tháng 12, nhà báo Mark Hughes từ tạp chí Forbes phát biểu rằng Thần lực thức tỉnh đã đạt tới mức phỏng đoán doanh thu lạc quan nhất trong những ngày đầu khởi chiếu, và anh cũng cho rằng Thần lực thức tỉnh có thể sẽ vượt qua Titanic để đứng vào vị trí phim điện ảnh có doanh thu cao thứ hai từ trước tới nay. Anh cũng nói thêm rằng Thần lực thức tỉnh có thể sẽ đuổi kịp Avatar để trở thành phim điện ảnh ăn khách nhất mọi thời đại, nhưng chỉ trong trường hợp hao phí tăng dần qua các tuần trong tiền bán vé được bỏ qua.
Cho tới ngày 13 tháng 1 năm 2016, các nhà phân tích mới kết luận rằng Star Wars: Thần lực thức tỉnh sẽ khó có thể vượt mặt doanh thu quốc tế của Avatar. Trong khi Thần lực thức tỉnh là một thành công lớn tại thị trường Bắc Mỹ, thì một số thị trường ngoại địa như Đức, Ấn Độ, Mỹ Latin và một phần châu Á, phim lại không đem lại nhiều thành công vang dội do khán giả quốc tế không có tình yêu đối với loạt phim Star Wars như khán giả Mỹ. Loạt tác phẩm Star Wars trước đây cũng không có nhiều tiếng vang với khán giả Trung Quốc, đó là lý do tại sao một phần chiến dịch tiếp thị của Thần lực thức tỉnh lại tập trung mạnh vào những điểm hấp dẫn của phim đối với người dân nước này. Thần lực thức tỉnh cũng không có nhiều sức hút đối với khán giả Việt Nam khi chỉ về nhì ở doanh thu phòng vé sau Em là bà nội của anh của đạo diễn Phan Gia Nhật Linh. Nguyên nhân của sự kém thành công này một phần là do những bản phim Star Wars đầu tiên có mặt tại thị trường Việt Nam đều vào khoảng đầu thập niên 1990 qua các băng video lậu với chất lượng kém, hơn nữa, thể loại khoa học viễn tưởng cũng không được đông khán giả Việt Nam đón nhận. Tại Hàn Quốc, Thần lực thức tỉnh cũng để vị trí quán quân doanh thu phòng vé lọt vào tay tác phẩm Himalayas của đạo diễn Lee Seok-hoon. Nhà báo Pamela McClintock từ tạp chí The Hollywood Reporter lập luận rằng, đối với những quốc gia như thế này, Star Wars "không hề được kế thừa những gì phim đã gây dựng được tại Bắc Mỹ và các thị trường phát triển khác. Đây cũng như một vụ cháy nhanh, nghĩa là phim có thể sẽ không tồn tại lâu ở các rạp chiếu như những gì Avatar đã làm được."
Nancy Tartaglione từ trang Deadline.com bình luận rằng, nếu dựa theo tỉ lệ doanh thu 40 nội địa trên 60 ngoại địa, thì Star Wars: Thần lực thức tỉnh làm khá tốt ở các thị trường nước ngoài. Trong khi Thần lực thức tỉnh gây cuốn hút người xem bởi các hiệu ứng đặc biệt, các nhà phân tích lại cho rằng phần phim đang bị thiếu đi sự mới lạ; họ cũng chỉ ra rằng lượng doanh thu của phim vẫn khá bấp bênh một phần là do các thị trường hiện nay thường tạo điều kiện cho những bộ phim mới được phát hành hơn là trước đây. Thời gian phim được công chiếu tại các rạp ngoại địa cũng không dài hơi như khi Avatar được phát hành. Dergarabedian nói, "Dù sao đi nữa, [Thần lực thức tỉnh] hoàn toàn là một bom tấn không đối thủ đã vượt qua tất cả các cột mốc doanh thu lớn." Thêm vào đó, Mike Fleming từ Deadline.com còn gọi Thần lực thức tỉnh là "phim có giá trị nhất" trong năm, đồng thời nhấn mạnh "lợi nhuận ròng cho Disney thật kinh ngạc với 923 triệu USD, và tỉ lệ dòng tiền trước thuế hàng năm trên tổng tiền đầu tư thì cao gấp đôi bất cứ phim điện ảnh nào [được phát hành trong 2016], với con số 2,31".

### Đánh giá chuyên môn
Star Wars: Thần lực thức tỉnh nhận được một lượng áp đảo các phản hồi tích cực từ giới phê bình điện ảnh. Trên hệ thống tổng hợp kết quả đánh giá Rotten Tomatoes, phim nhận được 93% lượng đồng thuận dựa theo 440 bài đánh giá, với điểm trung bình là 8,2/10. Các chuyên gia của trang web nhất trí rằng, "Được bao trọn bởi các chi tiết hành động và những khuôn mặt cả quen thuộc lẫn mới mẻ, Thần lực thức tỉnh đã thành công khi mang thời kỳ huy hoàng của loạt phim trở lại, mà vẫn có thể xen lẫn vào đó những nguồn năng lượng tươi mới." Trên trang Metacritic, phần phim đạt số điểm 80 trên 100, dựa trên 55 nhận xét, chủ yếu là những lời khen ngợi. Lượt bình chọn của khán giả trên trang thống kê CinemaScore cho phần phim điểm "A" trên thang từ A+ đến F; phụ nữ, người dưới 25 tuổi và người dưới 18 tuổi đều cho phần phim này điểm "A+", ngoài ra 98% lượng khán giả đều bình chọn cho phim điểm "A" hoặc "B".
Nhà phê bình điện ảnh Robbie Collin từ nhật báo The Daily Telegraph chấm Star Wars: Thần lực thức tỉnh năm sao tuyệt đối và viết rằng phần phim này "được thực hiện để đánh thức Star Wars từ giấc ngủ sâu, và tái kết nối loạt phim với phần quá khứ đáng nhớ của nó. Việc phần phim đã đạt được hai điều này một cách nhanh chóng và vui vẻ đã khiến phim trở thành một tác phẩm nổi bật trong năm của điện ảnh này." Peter Bradshaw từ The Guardian cũng cho phần phim năm trên tổng số năm sao, với lời bình rằng phim "vừa kế thừa từ ba phần phim trước đó, vừa là một sự khởi động lại đầy thương mến và sắc sảo;... tất nhiên là cũng có lố bịch và cường điệu và ủy mị, nhưng vẫn kích thích và tràn đầy năng lượng cùng chất hào phóng riêng của nó." Justin Chang của tạp chí Variety cho rằng phần phim có "đủ phong cách, xung lượng, tình yêu và sự quan tâm để để chứng tỏ tính hấp dẫn khó cưỡng của nó với những người hâm mộ trung thành." Nhà phê bình Richard Roeper từ nhật báo Chicago Sun-Times đánh giá phần phim bốn sao trên bốn, miêu tả đây là "một cuộc phiêu lưu đẹp đẽ, ly kỳ, vui vẻ, đầy ngạc nhiên và thót tim." Tom Long từ tờ The Detroit News viết rằng dù sẽ có thể có nhiều người nghĩ Thần lực thức tỉnh khá giống với bộ ba Star Wars gốc, thì phần phim này đã loại bỏ được "sự vụng về vô duyên và không cần thiết từ bộ ba phần phim tiền truyện ra xa đằng sau;... nguồn năng lượng, tính hài hước và sự giản đơn trong công tác đạo diễn [đã] được tái hiện lại." Liên đoàn Associated Press cho rằng Thần lực thức tỉnh "về căn bản là y hệt" phần phim gốc nhưng "không phải đó là điều mà chúng ta vẫn hằng mong muốn sao?"
Nhà phê bình Ann Hornaday viết cho tờ The Washington Post rằng phần phim có "đủ sự khác thường để tạo ra thêm một đội quân người hâm mộ điên cuồng khác;... Thần lực thức tỉnh đã điểm những đoạn hợp âm hay, giàu cảm xúc và đầy tính tường thuật để ta có thể cảm được cả sự quen thuộc lẫn mới mẻ trong nó." Christopher Orr khi viết trong tạp chí The Atlantic đã gọi Thần lực thức tỉnh là "một kiệt tác hòa trộn" có thể bị phụ thuộc vào các phần phim trước nhưng "dù sao cũng rất là lôi cuốn." Mick LaSalle từ San Francisco Chronicle cho phần phim số điểm tuyệt đối và gọi đây là "phần hầu truyện Star Wars hay nhất và cũng là một trong những phim hay nhất năm 2015." Frank Pallotta đã đánh giá phần phim cho trang CNN Money, gọi đây là phần phim Star Wars hay nhất kể từ khi bộ ba phần phim gốc kết thúc năm 1983 và "chắc chắn sẽ là một trải nghiệm điện ảnh được nhớ đến lâu nhất của những người hâm mộ cũng như khán giả bình thường." Jack Bottomley khi viết cho Starburst đã tặng cho phần phim số điểm 10 trên 10, kèm lời bình luận "Từ những niềm vui cũ cho tới những nút thắt mới, đây là một trải nghiệm bom tấn độc nhất vô nhị tôn vinh nhượng quyền phim và đồng thời cũng giúp mở rộng nhượng quyền này ra."
Nhiều nhà phê bình khác lại cho rằng Star Wars: Thần lực thức tỉnh quá phụ thuộc vào các phần phim Star Wars trước đó. Andrew O'Hehir viết cho trang mạng Salon rằng đây là "thành quả của một kẻ bắt chước hay một nghệ sĩ nói tiếng bụng tài năng, người chỉ biết che đậy cái sự thật rằng hắn đang chả có gì nhiều để mà nói cả." Viết phê bình cho tạp chí Forbes, Scott Mendelson nhấn mạnh vào "giá trị sản xuất xuất sắc cùng quy mô và đặc thù mạnh", nhưng cũng đề rằng phần phim có nhiều phần giống với "một thí nghiệm trong việc phục vụ người xem [khi mà] phần phim chỉ trông cậy vào uy tín và tài năng của những diễn viên mới cũng như khả năng không thể phủ nhận của J. J. Abrams trong việc thể hiện câu chuyện bằng hình ảnh [...]." Brian Merchant từ Motherboard viết rằng "Khoa học viễn tưởng đáng lẽ ra phải nói về việc khám phá ra những chốn chưa được khám phá, chứ không phải là cải tạo lại những nơi đã có đông người qua... một trong những tập đoàn sáng tạo lớn của thế kỷ 20 đã trình ra một phần phim vô cùng cuốn hút khác, nhưng đồng thời cũng là một sự tái khởi động đáng quên nhất của Hollywood."

### Giải thưởng
Một số giải thưởng điện ảnh đã công bố các đề cử trước ngày công chiếu của Star Wars: Thần lực thức tỉnh vào tháng 12 năm 2015, khiến cho phim không được nhận đề cử trong Giải Quả cầu vàng lần thứ 73 cũng như nhiều lễ trao giải khác. Tuy nhiên, tên phim đã được thêm vào hạng mục Phim điện ảnh xuất sắc nhất tại Giải BFCA lần thứ 21 sau một cuộc bầu chọn đặc biệt của hội đồng đạo diễn, đồng thời danh sách đề cử của Giải thưởng Viện phim Mỹ 2015 cũng đã được đẩy lùi ngày công bố cho đến khi Thần lực thức tỉnh được công chiếu, giúp cho phim lọt vào danh sách Top mười phim của năm tại giải thưởng này.
Star Wars: Thần lực thức tỉnh nhận được năm đề cử cho Giải Oscar tại Giải Oscar lần thứ 88, bao gồm Nhạc phim hay nhất, Biên tập âm thanh xuất sắc nhất, Hòa âm hay nhất, Dựng phim xuất sắc nhất, và Hiệu ứng hình ảnh xuất sắc nhất. Tại Giải BAFTA lần thứ 69, Thần lực thức tỉnh nhận được bốn đề cử bao gồm Nhạc phim hay nhất, Âm thanh xuất sắc nhất, Thiết kế sản xuất xuất sắc nhất, và giành chiến thắng ở hạng mục Hiệu ứng hình ảnh xuất sắc nhất cùng một Giải ngôi sao đang lên BAFTA cho nam diễn viên John Boyega. Phim cũng nhận được đề cử cho Phim hay nhất tại Giải BFCA lần thứ 21. Phim còn nhận được bảy đề cử tại Giải Visual Effects Society 2015, và thắng bốn trong số đó.Thần lực thức tỉnh là tác phẩm điện ảnh nhận được nhiều đề cử nhất tại Giải Empire lần thứ 21, trong đó có hạng mục Phim xuất sắc nhất. Đây cũng là phim điện ảnh nhận được nhiều đề cử nhất trong lịch sử Giải Sao Thổ với tổng cộng 13 đề cử tại Giải Sao Thổ lần thứ 42, và phim đã chiến thắng tám trong số đó, bao gồm Phim khoa học viễn tưởng hay nhất, Kịch bản hay nhất, Nam diễn viên chính xuất sắc nhất cho Harrison Ford, Nam diễn viên phụ xuất sắc nhất cho Adam Driver, Nhạc phim hay nhất, Hiệu ứng đặc biệt tốt nhất, Dựng phim tốt nhất, và Hóa trang tốt nhất.
Cả hai diễn vi Daisy Ridley và John Boyega mỗi người đều nhận được một vài đề cử cho diễn xuất của mình từ nhiều hiệp hội phê bình điện ảnh, đặc biệt là ở hạng mục Diễn viên mới xuất sắc nhất. Star Wars: Thần lực thức tỉnh nhận được tổng cộng mười một đề cử tại Giải Điện ảnh của MTV, trở thành phim có số lượng đề cử nhiều nhất tại giải thưởng này tính đến năm 2015, và đã giành chiến thắng tại hạng mục Phim của năm.

#### Danh sách top mười
Ngoài các giải thưởng và đề cử, Star Wars: Thần lực thức tỉnh cũng xuất hiện trong nhiều danh sách đánh giá chuyên môn về top mười phim điện ảnh hay nhất của năm 2015.
- Hạng 1 – Peter Howell, The Toronto Star
- Hạng 2 – Bob Thompson, The Vancouver Sun
- Hạng 3 – Total Film
- Hạng 4 – Digital Spy
- Hạng 4 – Rod Pocowatchit, The Wichita Eagle
- Hạng 4 – Troy L. Smith, The Plain Dealer
- Hạng 5 – Empire
- Hạng 5 – Wired
- Hạng 5 – Collin Souter, RogerEbert.com
- Hạng 6 – Michael Smith, Tulsa World
- Hạng 6 – Twitch Film
- Hạng 7 – Matthew Jacobs, The Huffington Post
- Hạng 7 – Peter Debruge, Variety
- Hạng 8 – Matt Fagerholm, RogerEbert.com
- Hạng 9 – Sean P. Means, The Salt Lake Tribune
- Hạng 9 – Christopher Orr, The Atlantic
- Hạng 9 – Richard Roeper, The Chicago Sun-Times
- Hạng 9 – Peter Travers, Rolling Stone
- Hạng 10 – Robbie Collin, The Daily Telegraph
- Hạng 10 – Mick LaSalle, San Francisco Chronicle
- Top 10 (xếp theo bảng chữ cái) – Viện phim Mỹ
- Top 10 (xếp theo bảng chữ cái) – Peter Bradshaw, The Guardian
- Top 10 (xếp theo bảng chữ cái) – Joe Leydon, Variety
- Top 10 (xếp theo bảng chữ cái) – Nell Minow, RogerEbert.com
- Top 10 (xếp theo bảng chữ cái) – Joe Morgenstern, The Wall Street Journal
- Top 10 (xếp theo bảng chữ cái) – Katherine Tulich, RogerEbert.com
- Top 10 (xếp theo bảng chữ cái) – Calvin Wilson, St. Louis Post-Dispatch
- Top 10 (xếp theo bảng chữ cái) – Brian Truitt, USA Today

## Phim tiếp nối

### Star Wars: Jedi cuối cùng
Rian Johnson công bố anh sẽ là đạo diễn cho phần phim tiếp nối tạm gọi tên là Tập VIII, sau đó được đặt tựa chính thức là Star Wars: Jedi cuối cùng.. Phần phim được công chiếu vào ngày 15 tháng 12 năm 2017. Công tác quay phim được thực hiện ở trường quay Pinewood Studios gần London, Anh. Một số cảnh quay cũng sẽ được thực hiện ở Iceland. Hamill, Fisher, Driver, Ridley, Boyega, Isaac, Nyong'o, Gleeson, Daniels, Christie, Serkis và Mayhew đều sẽ tiếp tục trở lại với các vai diễn trong Thần lực thức tỉnh, ngoài ra còn có thêm một số diễn viên mới như Benicio del Toro, Laura Dern và Kelly Marie Tran. Jimmy Vee sẽ thay Kenny Baker vào vai người máy R2-D2.

### Star Wars: Skywalker trỗi dậy
Star Wars: Skywalker trỗi dậy được khởi chiếu vào ngày 20 tháng 12 năm 2019. Abrams quay trở lại ghế đạo diễn và cùng viết kịch bản với Chris Terrio. Hamill, Fisher, Driver, Ridley, Boyega, Isaac, Daniels, Nyong'o, Suotamo và Tran đều trở lại với các vai diễn của mình trong phần phim này, cùng với dàn diễn viên mới bao gồm Naomi Ackie, Keri Russell và Richard E. Grant. Hai nam diễn viên Billy Dee Williams và Ian McDiarmid cũng trở lại từ bộ ba phim gốc với vai diễn Lando Calrissian và Palpatine.